# Ferrovia del Gottardo
La ferrovia del Gottardo (in tedesco Gotthardbahn, in francese ligne du Gothard) è una linea ferroviaria svizzera che congiunge Lucerna a Chiasso, attraversando le Alpi e il traforo del San Gottardo.
La linea, lunga 206 km e completata nel 1882 dalla Compagnia Ferroviaria del Gottardo, dal 1909 è gestita dalle Ferrovie federali svizzere (FFS) e fa parte dei collegamenti nord-sud Basilea - Lucerna - Milano e Zurigo - Milano. Il fulcro del percorso originale è la ferrovia di montagna Erstfeld– Biasca, che attraversa le valli alpine. La linea attraversa il massiccio del Gottardo con un tunnel lungo 15 chilometri, il tunnel del San Gottardo. Il traffico nord-sud utilizza una linea pianeggiante con pendenze inferiori al 7‰, che attraversa la Galleria di base del San Gottardo, inaugurata nel 2016, e la galleria di base del Monte Ceneri, inaugurata nel 2020. Le ferrovie di montagna del San Gottardo e del Ceneri saranno salvaguardate e utilizzate come percorsi alternativi, ma anche per lo sviluppo regionale e per scopi turistici, come percorso panoramico del San Gottardo. Sulla vecchia tratta le FFS offrono il pacchetto Gotthard Panorama Express, che integra il viaggio in treno con una gita in battello sul Lago dei Quattro Cantoni.

## Storia
Dopo la ferrovia del Semmering, la ferrovia del Brennero e la ferrovia del Frejus, la ferrovia del Gottardo fu la quarta linea attraverso le Alpi. La costruzione iniziò nel 1872, dopo lunghe discussioni riguardo al miglior tracciato della linea e per il servizio con il Regno d'Italia (1869) e l'Impero tedesco (1871). La prima sezione del bassopiano Biasca-Giubiasco-Locarno e Lugano-Chiasso venne aperta nel 1874.
Decenni di discussioni sul percorso e sul finanziamento di un tale progetto hanno preceduto la costruzione di una ferrovia alpina in Svizzera, con progetti anche attraverso il Lucomagno, il San Bernardino, lo Spluga e il Grimsel. Il Gottardo riuscì infine ad affermarsi grazie al «re delle ferrovie» Alfred Escher. L'appalto per la realizzazione dell'opera fu aggiudicato a Louis Favre, ingegnere e impresario costruttore ginevrino. Il 29 febbraio 1880 cadde l'ultimo diaframma. Il politico e imprenditore zurighese Alfred Escher svolse un ruolo chiave nella determinazione della linea del Gottardo. A favore della variante attraverso il Gottardo c'era la possibilità di costruire lunghe rampe di salita nella Reusstal e nella Leventina, che al centro della dorsale alpina con un passaggio relativamente breve a 1151 m s.l.m. poteva essere collegata dal massiccio del San Gottardo. La galleria stessa si trova sotto il Pizzo Centrale (2999 metri). Quando fu inaugurato nel 1882, il tunnel del San Gottardo era il tunnel più lungo del mondo con i suoi 15 chilometri. Nel 1906 il tunnel del Sempione, lungo quasi 20 km, tolse al Gottardo tale primato.

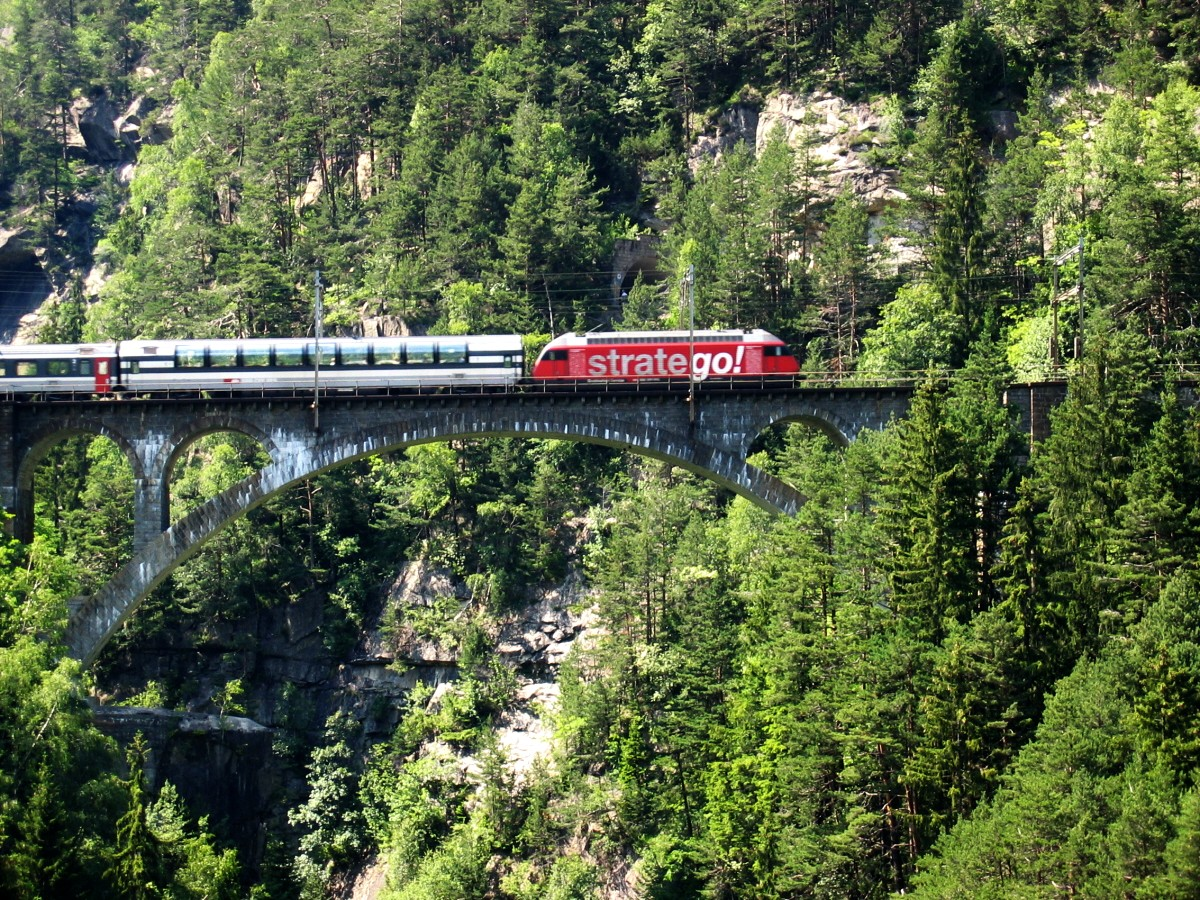
Treno panoramico su un viadotto del Gottardo

I costi di costruzione della rete di linee della futura Gotthardbahn furono stimati nel 1869 in 187 milioni di franchi svizzeri. La maggior parte dei fondi (54,55%) doveva provenire dal mercato internazionale dei capitali: l'Italia sovvenzionò il 24,05%, la Germania e la Svizzera il 10,7% ciascuna. Venne istituito un consorzio finanziario guidato da banche tedesche per raccogliere i 102 milioni di franchi sul mercato dei capitali, composto da un gruppo tedesco, italiano e svizzero, ciascuno dei quali doveva raccogliere 34 milioni di franchi. Sulla base del trattato internazionale del 15 ottobre 1869, il contributo italiano fu pari a 45 milioni di franchi, quello svizzero e quello tedesco a 20 milioni ciascuno. Escher si procurò altri 102 milioni presso un gruppo finanziario tedesco.
| Tratto               | inaugurazione    | inaugurazione |
| -------------------- | ---------------- | ------------- |
| Biasca–Bellinzona    | 6 dicembre 1874  |               |
| Lugano–Chiasso       | 6 dicembre 1874  |               |
| Bellinzona–Giubiasco | 20 dicembre 1874 | [ 2 ]         |
| Göschenen–Airolo     | 1º gennaio 1882  |               |
| Giubiasco–Lugano     | 10 aprile 1882   |               |
| Immensee–Göschenen   | 1º giugno 1882   |               |
| Airolo–Biasca        | 1º giugno 1882   |               |
| Lucerna–Immensee     | 1º giugno 1897   |               |
| Manuale              |                  |               |

La Gotthardbahn fu fondata nel 1871 per la costruzione e la gestione della ferrovia. Il presidente della società era lo svizzero Alfred Escher e Joseph Zingg era vicepresidente.
Dopo gli sforamenti dei costi verificatisi nella costruzione delle linee di accesso al Ticino, la Gotthardbahn è scivolata in una crisi finanziaria, tanto che si è reso necessario un finanziamento aggiuntivo di 40 milioni di franchi svizzeri. La costruzione dell’opera presentò numerose difficoltà, poiché vi furono problemi tecnici e geologici da risolvere. L’ingegnere e imprenditore edile Louis Favre ebbe diversi dissidi con la banca finanziatrice e la direzione del cantiere: in base al contratto, se non avesse completato la galleria entro otto anni avrebbe dovuto sostenere tutti i costi insorti dopo tale termine e al verificarsi di tale situazione l’ingegnere finì in miseria con tutta la famiglia, morendo di infarto alcuni mesi prima del termine del traforo durante un giro di ispezione nella galleria. Per la realizzazione del traforo si fece ricorso alle tecniche più recenti con l'impiego di dinamite. Le condizioni di lavoro però furono talmente pericolose che durante la sola costruzione della galleria di valico persero la vita 177 operai.
Con il Trattato di Stato del 1878, Italia e Germania decisero di pagare 10 milioni di franchi ciascuna e la Svizzera 8 milioni di franchi. Il restante importo doveva essere pagato da privati.  Il 29 febbraio 1880 cadde l'ultimo diaframma, completando il traforo dopo quasi nove anni.

### Inaugurazione
L'intera linea fu inaugurata in coincidenza con le festività di Lucerna e di Chiasso tra il 21 e il 25 maggio 1882. Il servizio completo iniziò il 1º giugno 1882. All'epoca il tunnel ferroviario del San Gottardo era il traforo ferroviario più lungo al mondo, primato che rimase fino al 1906 quando venne aperta la galleria del Sempione. All'epoca dell'apertura la linea era ancora a binario unico. Il secondo binario fu aggiunto a partire dal 1888.  La realizzazione del doppio binario su tutta la linea terminò solo nel 1965. Subito dopo l'apertura, la linea fu messa in sicurezza dagli attacchi armati con la costruzione di fortezze (ad esempio tra Airolo e Biasca) e vie alternative per bloccare il tunnel in caso di invasione; tra gli altri metodi architettati vi era quello di una frana artificiale per impedire l'accesso all'entrata sud della galleria.

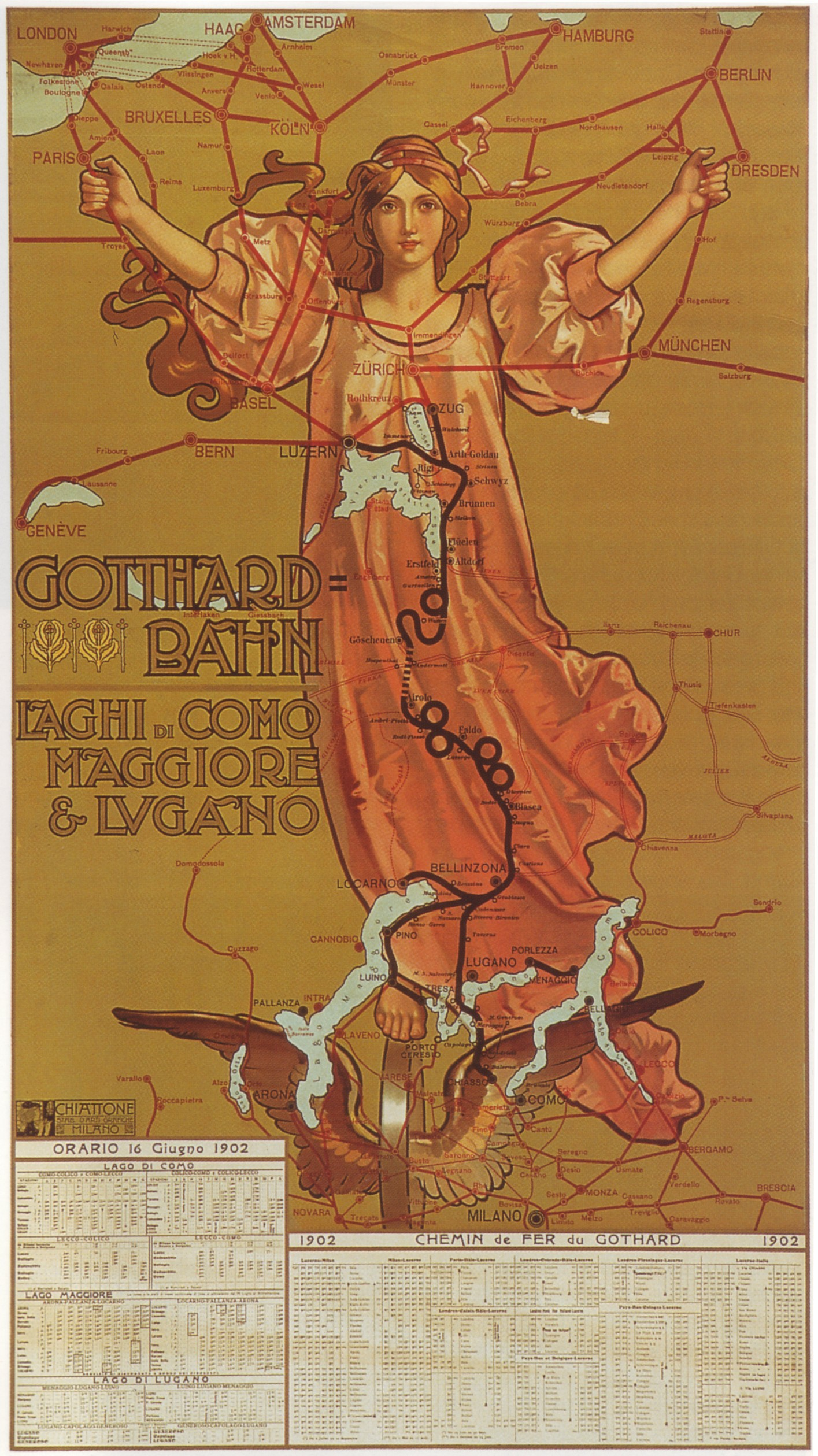
Planimetria della ferrovia per l'anno 1902

Al tempo stesso la Aargauische Südbahn completò il tratto Rotkreuz-Immensee, il quale procurò un collegamento ferroviario da Aarau ad Arth-Goldau.
Il collegamento per Lucerna e Zurigo venne infine completato nel 1897, con l'apertura della linea da Lucerna a Immensee e da Thalwil a Zugo. Fino ad allora i treni provenienti da Lucerna per raggiungere la linea del Gottardo circolavano da Lucerna a Immensee via Rotkreuz. Anche i treni provenienti da Zurigo raggiungevano la linea del Gottardo circolando sulla linea per Zugo attraverso il Säuliamt e passando per Rotkreuz, dove invertivano il senso di marcia; treni espressi non servivano la stazione di Zugo, ma giungevano direttamente a Rotkreuz attraverso un raccordo. Con l'apertura della linea Zugo–Arth-Goldau avvenuta contemporaneamente alla Thalwil–Zugo, i treni provenienti da Zurigo da allora vengono instradati attraverso la Linksufrige Zürichseebahn fino a Thalwil e da lì attraverso la linea per Arth-Goldau imboccano la linea del Gottardo alla stazione di Arth-Goldau.
| Tratto                         | Apertura del doppio binario | Apertura del doppio binario |
| ------------------------------ | --------------------------- | --------------------------- |
| Immensee – Brunnen             | 01.05.1904                  |                             |
| Brunnen – Sisikon              | 15.09.1947                  |                             |
| Sisikon – Flüelen              | 01.03.1943                  |                             |
| Flüelen – Altdorf              | 15.01.1896                  |                             |
| Altdorf – Erstfeld             | 06.12.1896                  |                             |
| Erstfeld – Silenen Amsteg      | 09.04.1893                  |                             |
| Silenen Amsteg – Gurtnellen    | 14.05.1893                  |                             |
| Gurtnellen – Wassen            | 26.06.1892                  |                             |
| Wassen – Göschenen             | 28.05.1893                  |                             |
| Göschenen – Airolo             | 01.06.1883                  |                             |
| Airolo – Ambrì Piotta          | 02.09.1890                  |                             |
| Ambrì Piotta – Rodi-Fiesso     | 31.07.1890                  |                             |
| Rodi-Fiesso – Faido            | 28.05.1890                  |                             |
| Faido – Lavorgo                | 13.09.1891                  |                             |
| Lavorgo – Giornico             | 27.03.1892                  |                             |
| Giornico – Bodio               | 01.05.1892                  |                             |
| Bodio – Biasca                 | 15.05.1892                  |                             |
| Biasca – Osogna                | 31.05.1896                  |                             |
| Osogna – Bellinzona            | 19.04.1896                  |                             |
| Bellinzona – Giubiasco         | 01.06.1883                  |                             |
| Giubiasco – Al Sasso           | 20.12.1922                  |                             |
| Al Sasso – Rivera-Bironico     | 21.01.1934                  |                             |
| Rivera-Bironico – Mezzovico    | 27.03.1942                  |                             |
| Mezzovico – Taverne-Torricella | 02.05.1946                  |                             |
| Taverne-Torricella – Lugano    | 30.04.1942                  |                             |
| Lugano – Melide                | 10.10.1915                  |                             |
| Melide – Bissone               | 02.04.1965                  |                             |
| Bissone – Maroggia-Melano      | 03.06.1956                  |                             |
| Maroggia-Melano – Mendrisio    | 01.10.1913                  |                             |
| Mendrisio – Chiasso            | 01.05.1912                  |                             |
| Manuale                        |                             |                             |

Zürich–Zug–Luzern-Bahn
Il collegamento da nord alla ferrovia del Gottardo avveniva attraverso le linee ferroviarie di tre società: la linea Basilea- Olten-Lucerna delle Schweizerische Centralbahn (SCB), e la linea Lucerna-Zugo-Zurigo della Zürich-Zug-Luzern-Bahn (ZZL) fino a Rotkreuz e da lì attraverso la Aargauische Südbahn fino a Immensee. La Aargauische Südbahn era una joint venture tra la SCB e la NOB, che collegava l'area di Brugg-Waldshut alla Gotthardbahn; la ZZL era una filiale della Schweizerische Nordostbahn (NOB).
Nel 1909 la ferrovia del Gottardo venne integrata nel sistema ferroviario delle Ferrovie Federali Svizzere, fondate nel 1902.
Il tracciato originario della ferrovia del Gottardo è stato utilizzato fino al completamento della costruzione della galleria di base del San Gottardo, lunga circa 57 chilometri e pienamente operativa dal dicembre 2016, e della galleria di base del Monte Ceneri, aperta nel settembre 2020.
Nel 2014 per la linea del Gottardo era stata proposta la candidatura per l'inclusione nella lista del Patrimonio Mondiale dell'UNESCO. Il Consiglio federale si oppose, perché all'epoca non voleva impegnarsi a garantire l'esistenza e l'esercizio a lungo termine della linea. Anche nel 2016 la candidatura è stata accantonata a favore del Ponte Salginatobel, progettato da Robert Maillart, e delle faggete in Ticino e Soletta. Poiché l'elenco indicativo delle candidature al Patrimonio mondiale dell'UNESCO viene rinnovato dal Consiglio federale solo ogni dieci anni, è improbabile che una candidatura venga riconsiderata prima del 2026.
Dal cambio di orario nel 2020, la Schweizerische Südostbahn (SOB) opera sulla linea del San Gottardo in co-branding con le FFS nel traffico a lunga percorrenza. Vengono utilizzati i treni Flirt-3, ordinati nel 2016 per il Voralpen-Express, più adatti al traffico turistico rispetto al materiale rotabile delle FFS.

### Elettrificazione
La linea ferroviaria del San Gottardo originariamente progettata per il funzionamento a vapore fu interamente elettrificata nel 1922 in corrente alternata a 15 kV a 16⅔ Hz. La linea è stata elettrificata a partire dal 1916 e per l'alimentazione elettrica della linea sono state costruite le centrali idroelettriche di Ritom nel 1920 e di Amsteg nel 1922 e successivamente le Ferrovie Federali Svizzere acquisirono una partecipazione del 40% nella centrale di Göschenen. Oltre ad operare indipendentemente dalle consegne di carbone dall'estero, ciò ha consentito un potenziamento della linea perché ora sulla linea potevano circolare treni più pesanti e veloci. Il volume di traffico sempre crescente sia del traffico merci sia del traffico passeggeri, richiedeva l'utilizzo della più moderna tecnologia ferroviaria disponibile. In particolare, ciò ha comportato la riduzione del numero di treni e il trasporto di treni più lunghi con carichi per asse più elevati.
La linea era inizialmente alimentata dalle sottostazioni di Steinen, Amsteg, Göschenen, Ritom, Giornico, Giubiasco e Melide, collegate tra loro e alle centrali da un elettrodotto da 60 kilovolt.
Per coprire l'aumento del fabbisogno di energia, nel 1964 le FFS hanno messo in funzione a Giubiasco un convertitore rotativo che genera corrente di trazione dalla rete nazionale a 50 Hertz e ha una potenza di 25 megawatt. L'edificio è stato costruito per due convertitori, ma il secondo impianto non è mai stato installato. Invece, nel 1994 sono stati installati due convertitori di frequenza statici, ciascuno con una potenza di 20 megawatt, che all'epoca erano i più grandi sistemi di questo tipo al mondo.

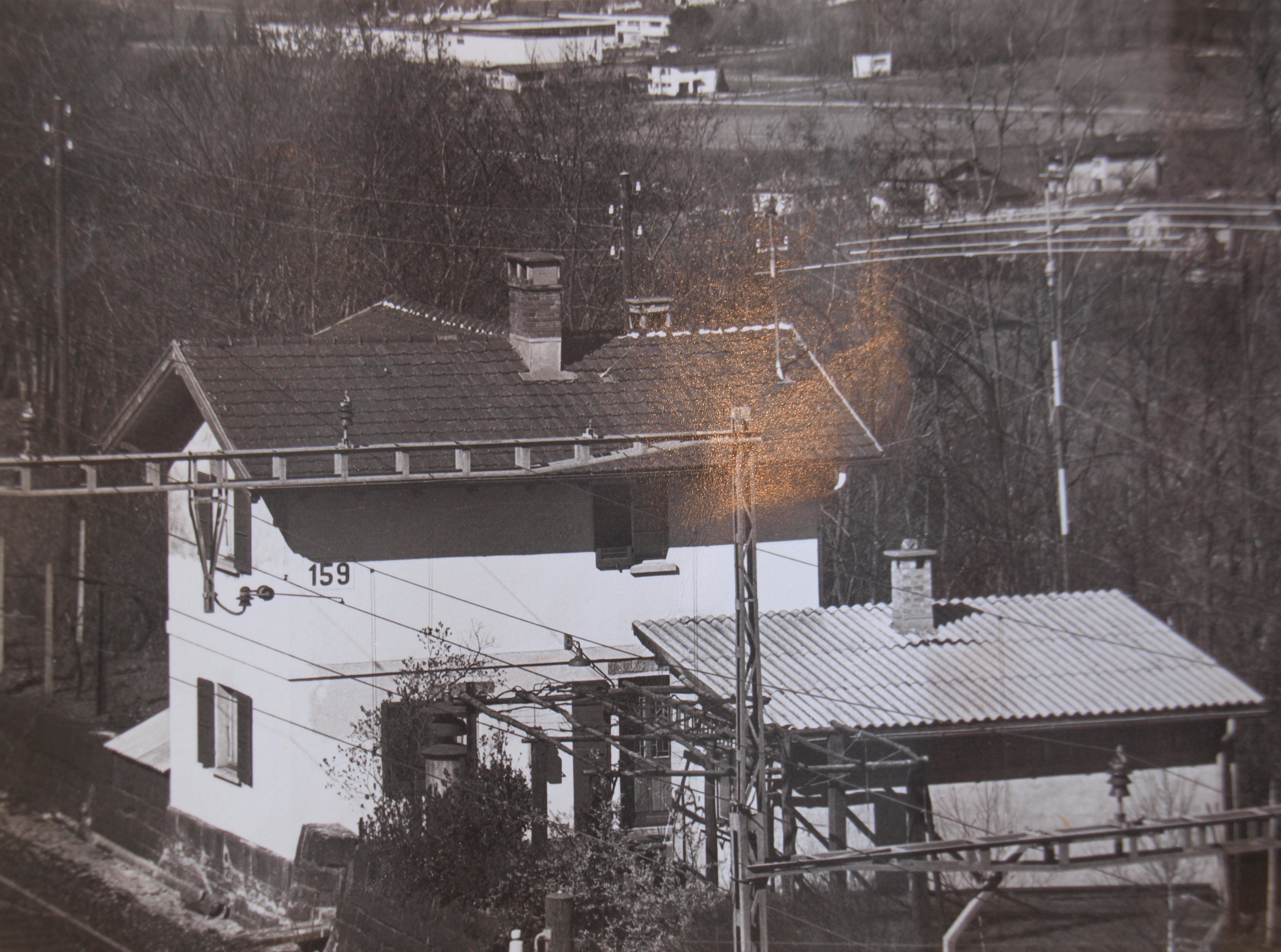
Casello 159 presso Vigana sul Monte Ceneri

Dagli anni settanta, la tensione nella linea di trasmissione dell'energia di trazione, che collega le sottostazioni, è stata aumentata in sezioni da 60 kilovolt a 132 kilovolt e integrata da una seconda linea parallela; per supportare la tensione della catenaria sono state installate sottostazioni mobili a Flüelen, Lavorgo, Rivera e Balerna.
Nel 1990 è stata messa in funzione la sottostazione di Wassen. Nello stesso anno, durante la ristrutturazione della centrale di Wassen, uno dei due gruppi di macchine da 50 Hertz è stato sostituito da un gruppo di corrente di trazione da 16⅔ Hertz. La centrale, sin dal suo inizio, era stata affittata alla Centralschweizerische Kraftwerke (CKW), ma il 1º gennaio 2015 le FFS ne hanno rilevato il 90% della proprietà.
Per l'inizio dell'esercizio programmato della Galleria di base del San Gottardo è stato necessario potenziare ulteriormente l'alimentazione elettrica delle ferrovie. Sono state realizzate le due nuove cabine di Faido e Pollegio ed è stata ampliata la stazione di Giubiasco.
Nel 1950 furono messe in funzione tre stazioni automatiche di interblocco funzionanti con conta-assi.
Nella notte del 16 agosto 2015 è stato messo in funzione sulla tratta di 19 chilometri tra Brunnen ed Erstfeld il sistema di controllo dei treni ETCS – Livello 2. La tratta Castione–Arbedo–Bodio è seguita il 6 dicembre 2015, con un mese di ritardo.
Ancor prima dell'apertura ufficiale della Galleria di base del San Gottardo, il 1º giugno 2016, sono stati fatti i preparativi per la messa in servizio della nuova struttura, che ha avuto un impatto anche sui sistemi esistenti della ferrovia del San Gottardo. Il controllo e il monitoraggio di tutte le operazioni ferroviarie nel Canton Ticino, e da e per Arth-Goldau, sono stati concentrati nell'aprile 2014 presso il Centro Operativo Sud (in tedesco: Betriebszentrale Süd; BZ Süd) a Pollegio. I circa 160 dipendenti controllano e monitorano il funzionamento del traffico passeggeri e merci, oltre ai sistemi di sicurezza e l'alimentazione di corrente di trazione del tunnel di base. Le informazioni ai passeggeri in caso di disservizi vengono fornite anche tramite la Centrale Operativa Sud.

### Orario

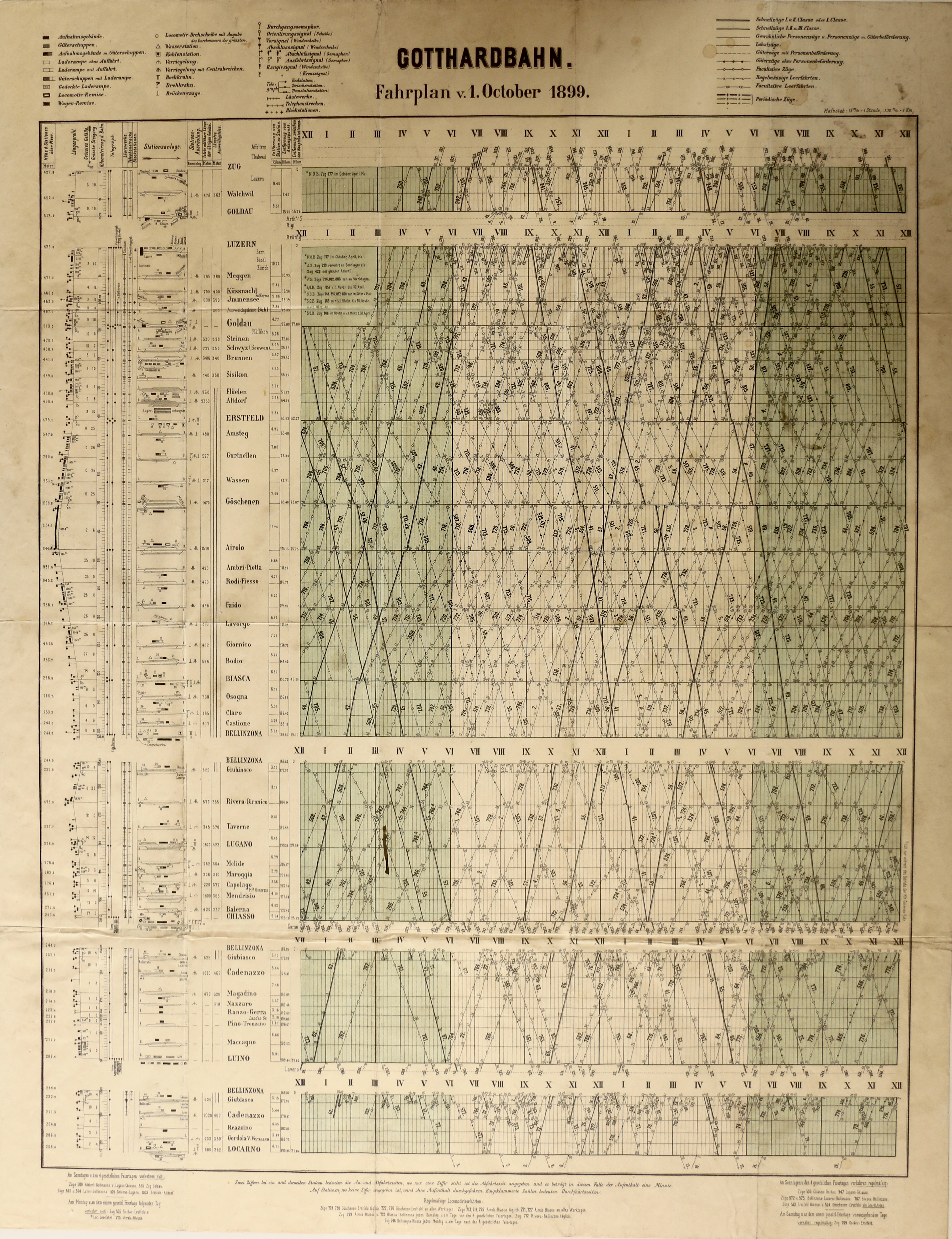
Orario della Gotthardbahn nel 1899; ogni punto nella quarta colonna mostra un telegrafo

L'orario grafico della ferrovia del Gottardo mostrava una grande varietà di informazioni sugli aspetti materiali e, soprattutto, operativi della ferrovia del Gottardo. Nel 1899, ovvero 17 anni dopo l'apertura del tunnel del San Gottardo e dopo il completamento della ferrovia del Gottardo l'orario forniva informazioni sull'altezza delle stazioni sul livello del mare, i sistemi di segnaletica, le gallerie e la loro lunghezza, la massima pendenza e la massima pendenza viaggiando verso sud sui singoli tratti di percorso, il chilometraggio della ferrovia, i telegrafi utilizzati, i campanelli, la linea telefonica, le stazioni di blocco, la rete dei tracciati di stazione, l'equipaggiamento di stazione, la lunghezza "utile" totale dei rimanenti binari, il binario di raccordo più lungo, i nomi delle stazioni, la distanza da stazione a stazione, la distanza dal punto di partenza, il distanza tra le principali stazioni e gli orari di arrivo e partenza dei treni, questi ultimi presentati sotto forma di orario grafico.

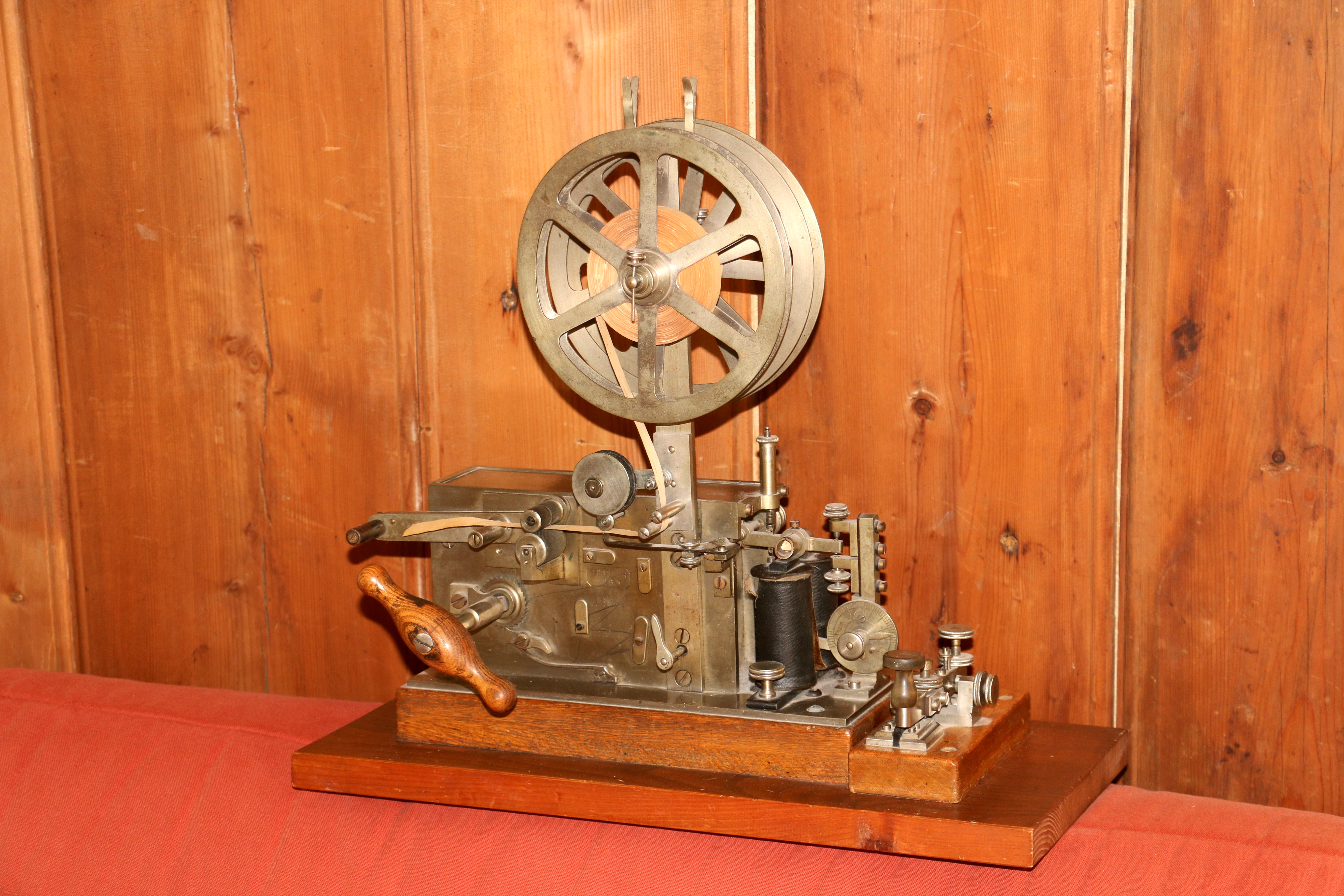
Telegrafo della Ferrovia del Gottardo

La Ferrovia del Gottardo era dotata di una rete telegrafica per il coordinamento della circolazione dei treni, che collegava tutte le stazioni lungo l'intero percorso da Lucerna a Chiasso, Locarno e Luino. La rete dei telegrafi di scrittura è mostrata sul lato sinistro dell'orario grafico del 1899. I singoli telegrafi sono contrassegnati da un puntino nero per ogni stazione.
Come mostra lo stralcio dell'orario, la stazione di Biasca aveva in quel momento quattro telegrafi in funzione. Uno di questi telegrafi era collegato a tutte le stazioni da Biasca a Bellinzona. Ciò che veniva digitato in codice Morse su questo telegrafo poteva quindi essere letto in tutte le stazioni fino a Bellinzona. Un secondo telegrafo era collegato a tutte le stazioni da Biasca a Göschenen. Ciò che veniva scansionato sul terzo telegrafo poteva essere letto solo alle stazioni di Bellinzona, Faido, Airolo, Göschenen, Wassen ed Erstfeld. Il quarto telegrafo era l'apparato a lunga distanza. Ciò che riceveva poteva essere letto a Bellinzona, Airolo, Erstfeld, Goldau e Lucerna.
L'avvicinarsi di un treno alle stazioni e sulla linea veniva annunciato dal suono di una campanella. Il segnale veniva attivato quando un treno lasciava la stazione o il blocco vicino. Alcune delle campanelle venivano installate lungo la linea avvertendo i ferrovieri dell'avvicinarsi di un treno. Inoltre ogni casello aveva un campanello; un treno diretto a sud venivano annunciato con tre battute, un treno diretto a nord con due battute. Il segnale elettrico che attivava il segnale azionava un relè, che innescava un processo meccanico che azionava il batocchio della campanella. Ogni singola campanella della Ferrovia del Gottardo era contrassegnata sull'orario grafico. Le campanelle della ferrovia del San Gottardo furono messe fuori servizio intorno al 1980.

### Ispezioni

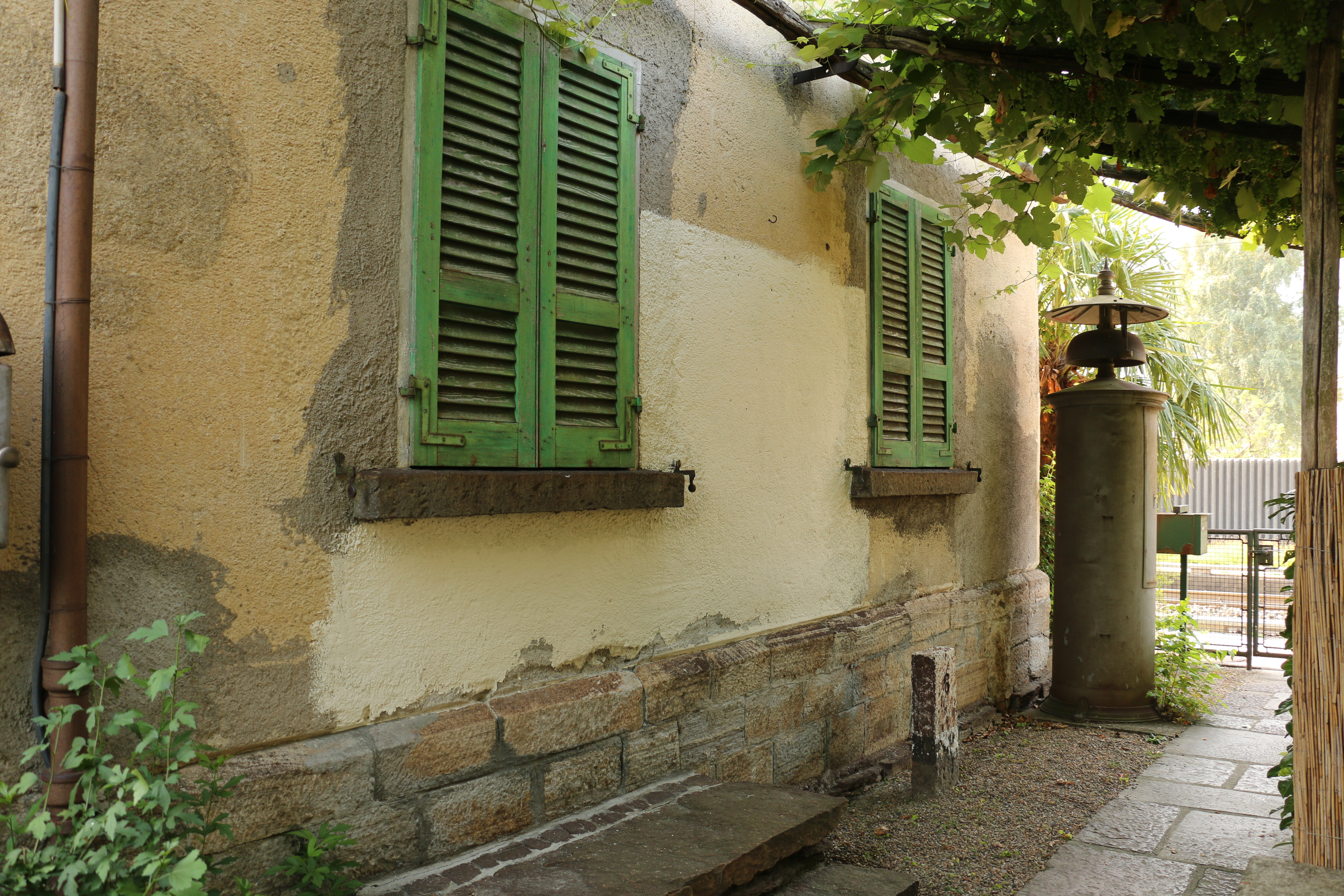
Campanello della Gotthardbahn al Casello di S. Antonio.

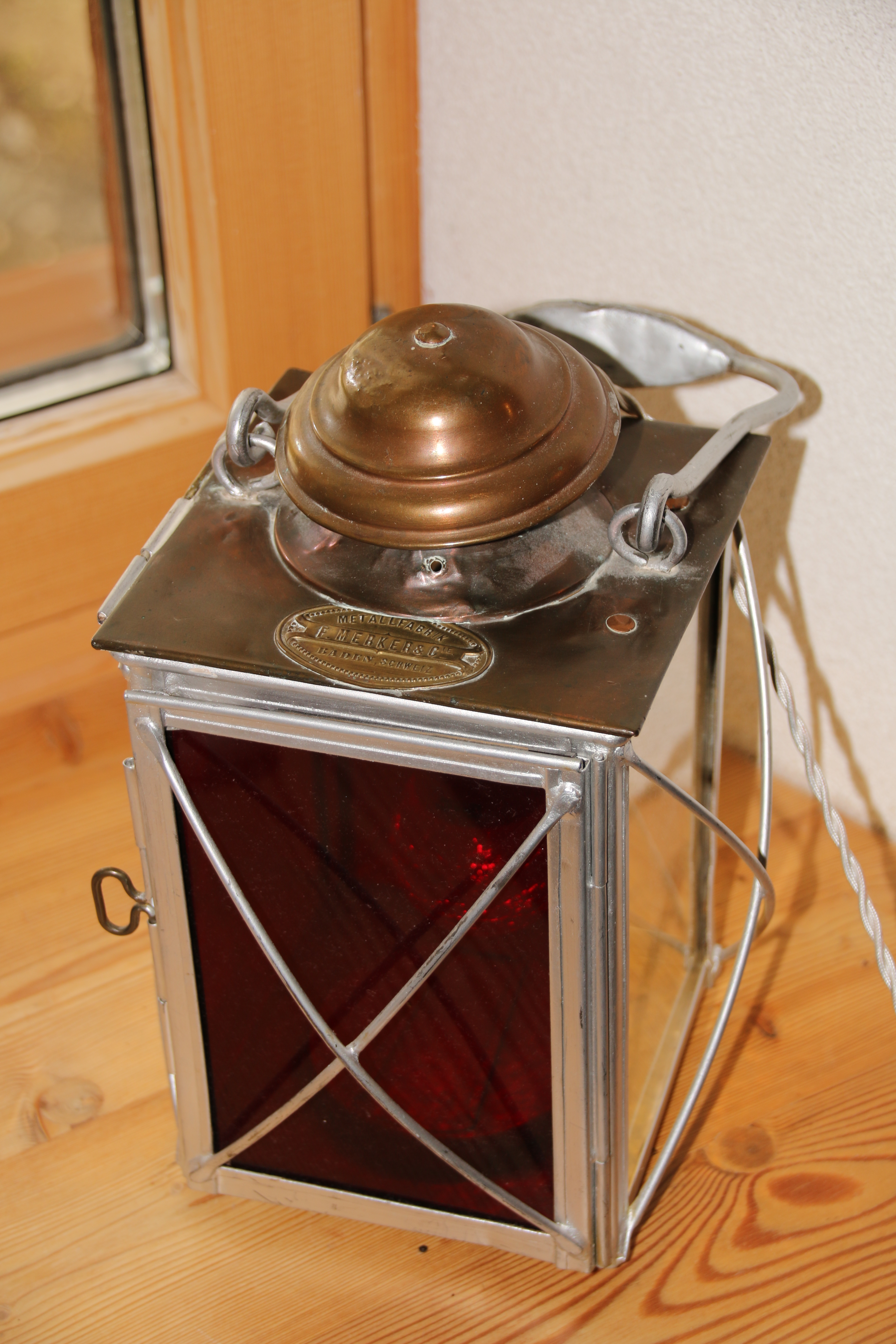
Lampada a petrolio della Ferrovia del Gottardo con l'insegna della Gotthardbahn (GB) nel 1896

Il funzionamento della ferrovia del Gottardo era garantito dalle ispezioni dagli assistenti di linea che controllavano giornalmente il tratto di percorso loro assegnato. Il compito dell'addetto ai binari era rilevare rotture o deformazioni dei binari e informare l'ispettore ferroviario sulle condizioni della sezione del binario. Oltre a questo gli addetti ai controlli dovevano anche stringere bulloni allentati, tagliare cespugli o spegnere piccoli incendi, poiché quando i pesanti treni merci scendevano a valle, le pastiglie dei freni emettevano scintille e molto spesso incendiavano l'erba secca ai lati dei binari. Il segnalatore era dotato di bandiera rossa e lampada per fermare i treni in caso di emergenza.
Gli assistenti di linea abitavano lungo la ferrovia del Gottardo nei caselli e avevano il compito di controllare quotidianamente il tratto di binario fino al casello del vicino assistente di linea. I caselli degli addetti ai controlli sulla linea del San Gottardo distavano da due a quattro chilometri l'uno dall'altro ed erano numerati lungo tutto il percorso. Negli anni successivi, intorno al 1950, i binari poterono essere monitorati meno intensamente. Un percorso come Giubiasco-Rivera-Bironico era allora percorso solo da un addetto alla linea a giorni alterni. Da allora in poi, molti caselli dei segnalatori rimasero vuoti o furono utilizzati come case per le vacanze o abitazioni private. Dal 1995 le FFS hanno iniziato a vendere le abitazioni dei casellanti. Nel 2019 il dipartimento per la conservazione dei monumenti delle FFS ha preservato come monumento tra Wassen e Göschenen il casello di Eggwald.

### Trasporto auto
Nel 1923 venne attivato mediante appositi treni-navetta, il trasporto automobili fra le stazioni di Göschenen e Airolo.
A causa delle nuove esigenze del traffico stradale e dell'aumento del numero e della lunghezza dei camion, il servizio trasporto-auto cominciò nel tempo a mostrare sempre più pesanti limiti. Con dei lavori iniziati nel 1957 e durati fino all'aprile 1960, venne ampliata la stazione di Göschenen, la zona carico auto ingrandita e allungata e fu perciò necessario realizzare un nuovo tunnel a doppio binario di accesso alla grande galleria. Questo tunnel è lungo 235 metri, a fondo cieco, con un interasse di 15,6 metri rispetto alla galleria principale; un breve tunnel a semplice binario collega obliquamente il nuovo tunnel a quello principale nel quale si immette attraverso un'apertura ad arco gotico ribassato. Da allora il nuovo portale nord presenta una doppia entrata e il tunnel si è allungato dagli originali 14.982 metri agli attuali 15.003 metri.
L'entrata in servizio della galleria stradale del San Gottardo, nel settembre 1980, provocò l'abolizione del servizio porta-automobili. In totale, le FFS avevano trasportato 9.168.055 veicoli. Da allora questi nuovi impianti sono usati per esigenze di servizio nella normale circolazione dei treni.

## Percorso
| Continuation backward |

| Unknown route-map component "CONTgq" | Unknown route-map component "ABZg+r" |  |

| Unknown route-map component "SBHF" |

| 19,18 |
| 0,26  |

| Non-passenger station/depot on track |

| Unknown route-map component "SKRZ-Au" |

|  | Unknown route-map component "exSTRc2" | Unknown route-map component "eKRZ3+lo" | Unknown route-map component "exABZq+l" | Unknown route-map component "exCONTfq" |

| Unknown route-map component "exSTRc2" | Unknown route-map component "exABZ1+3f" | Unknown route-map component "ABZg+l" + Unknown route-map component "exSTRc4" | Unknown route-map component "xKRZu" | Unknown route-map component "CONTfq" |

| Unknown route-map component "exCONTr+1" + Unknown route-map component "CONTg@Gq" | Unknown route-map component "exSTR" + Unknown route-map component "ABZq+r" + Unknown route-map component "hSTRa@fq" + Unknown route-map component "exSTRc4" | Straight track + Unknown route-map component "hKBHFeq" + Unknown route-map component "HUBa" | Unknown route-map component "exSTR" |  |

| Non-passenger end station + Unknown route-map component "HUBaq" | Unknown route-map component "S+BHF" + Unknown route-map component "HUBrf" | Unknown route-map component "exKHSTe" |

|  | Unknown route-map component "ABZgl" | Unknown route-map component "CONTfq" |

| Unknown route-map component "SBHF" |

|  | Unknown route-map component "S+BHF" | Unknown route-map component "uexKBHFa" |

|  |  | Straight track | Unknown route-map component "uexSTRl" | Unknown route-map component "uexCONTfq" |

| Unknown route-map component "hKRZWae" |

| Unknown route-map component "eDST" |

| Unknown route-map component "SKRZ-Au" |

| Unknown route-map component "uexSTR+l" | Unknown route-map component "emKRZu" | Unknown route-map component "uexCONTfq" |

| Pier | Unknown route-map component "uexBHF" | Unknown route-map component "S+BHF" |  |  |

| Unknown route-map component "uexCONTgq" | Unknown route-map component "uexSTRr" | Straight track |  |  |

| Unknown route-map component "hSTRae" |

| Unknown route-map component "exSTRc2" | Unknown route-map component "ABZg2x3" | Unknown route-map component "STRc3" |

| Unknown route-map component "exSTR+1" | Unknown route-map component "tSTRa" + Unknown route-map component "STRc1x4" | Unknown route-map component "tSTR+4a" |

| Unknown route-map component "exTUNNEL1" | Unknown route-map component "tSTR" | Unknown route-map component "tSTR" |

|  | Unknown route-map component "exSTR" | Unknown route-map component "etKRZt" | Unknown route-map component "etKRZt" |  |

| Unknown route-map component "exTUNNEL1" | Unknown route-map component "tSTRe" | Unknown route-map component "tSTR" |

| Unknown route-map component "exKRWl" | Unknown route-map component "eKRWg+r" | Unknown route-map component "tSTR" |

|  | Unknown route-map component "STRc2" + Enter and exit short tunnel | Unknown route-map component "tSTR3e" |

|  | Unknown route-map component "ABZg+1" | Unknown route-map component "STRc4" |

| Unknown route-map component "eÜST" |

| Unknown route-map component "BS2+l" | Unknown route-map component "BS2+r" |

| Enter and exit short tunnel | Unknown route-map component "tSTRa" |

| Straight track | Unknown route-map component "tSTR" |

| Enter and exit tunnel | Unknown route-map component "tSTRe" |

| Unknown route-map component "STR+GRZq" | Unknown route-map component "STR+GRZq" |

| Unknown route-map component "BS2l" | Unknown route-map component "BS2r" |

| Unknown route-map component "SBHF" |

| Unknown route-map component "BS2+l" | Unknown route-map component "BS2+r" |

| Enter and exit short tunnel | Unknown route-map component "tSTRa" |

| Straight track | Unknown route-map component "tSTR" |

| Small bridge over water | Unknown route-map component "tSTR" |

| Enter and exit short tunnel | Unknown route-map component "tSTR" |

| Enter and exit short tunnel | Unknown route-map component "tSTR" |

| Enter and exit short tunnel | Unknown route-map component "tSTRe" |

| Enter and exit short tunnel | Enter and exit short tunnel |

| Unknown route-map component "BS2l" | Unknown route-map component "BS2r" |

| Track change |

| Pier | Unknown route-map component "S+BHF" | Unknown route-map component "uexKBHFa" |

|  |  | Straight track | Unknown route-map component "uexSTRl" | Unknown route-map component "uexCONTfq" |

| Unknown route-map component "SBHF" |

| Unknown route-map component "eÜST" |

| Non-passenger station/depot on track |

| 38,66 |
| 0,00  |

| Water |  | Unknown route-map component "KRWgl" | Unknown route-map component "KRW+r" |  |

| Water |  | Unknown route-map component "ABZgl" | Unknown route-map component "tSTRa@gq" + Straight track | Unknown route-map component "tv-STR+r" |

| Water |  | Unknown route-map component "ABZgl" | Unknown route-map component "tSTRa@gq" + Straight track | Unknown route-map component "tvSTR+r-STR" |

| Water |  | Unknown route-map component "KRWg+l" | Unknown route-map component "KRWr" | Unknown route-map component "tvSTR" |

| Water |  | Unknown route-map component "eABZg+l" | Unknown route-map component "exKBHFeq" | Unknown route-map component "tvSTR" |

| Water |  | Unknown route-map component "SPLa" |  | Unknown route-map component "tvSTR" |

| Water |  | Unknown route-map component "vBHF-SBHF" |  | Unknown route-map component "tvSTR" |

| Water | Unknown route-map component "lDAMPF" | Unknown route-map component "vDST-STR" |  | Unknown route-map component "tvSTR" |

| Water | Unknown route-map component "exSHI3+l" | Unknown route-map component "veSHI3gr-STR" |  | Unknown route-map component "tvSTR" |

| Water | Unknown route-map component "exKBHFe" | Unknown route-map component "SPLe" |  | Unknown route-map component "tvSTR" |

| Unknown route-map component "WASSERl" | Unknown route-map component "WASSER+r" | Straight track |  | Unknown route-map component "tvSTR" |

|  | Unknown route-map component "WWEIRg" | Unknown route-map component "DSTeBHF" |  | Unknown route-map component "tvSTR" |

|  | Water | Enter and exit tunnel |  | Unknown route-map component "tvSTR" |

|  | Unknown route-map component "WABZg+l" | Unknown route-map component "hKRZWae" |  | Unknown route-map component "tvSTR" |

|  | Water | Enter and exit tunnel |  | Unknown route-map component "tvSTR" |

|  | Unknown route-map component "WASSERl" | Unknown route-map component "hKRZWae" | Unknown route-map component "WASSER+r" | Unknown route-map component "tvSTR" |

|  |  | Enter and exit tunnel | Water | Unknown route-map component "tvSTR" |

|  |  | Unknown route-map component "eHST" | Water | Unknown route-map component "tvSTR" |

|  |  | Track change | Water | Unknown route-map component "tvSTR" |

|  |  | Unknown route-map component "hSTRae" | Water | Unknown route-map component "tvSTR" |

|  |  | Enter and exit short tunnel | Water | Unknown route-map component "tvSTR" |

|  |  | Enter and exit short tunnel | Water | Unknown route-map component "tvSTR" |

|  |  | Enter and exit short tunnel | Water | Unknown route-map component "tvSTR" |

|  |  | Unknown route-map component "hSTRae" | Water | Unknown route-map component "tvSTR" |

|  |  | Enter and exit short tunnel | Water | Unknown route-map component "tvSTR" |

|  |  | Station on track | Water | Unknown route-map component "tvSTR" |

|  |  | Enter and exit short tunnel | Water | Unknown route-map component "tvSTR" |

| Unknown route-map component "tSTR+l" | Unknown route-map component "tSTR+re" | Straight track | Unknown route-map component "WDOCKSa" | Unknown route-map component "tvSTR" |

| Unknown route-map component "tSTR" | Enter and exit short tunnel | Unknown route-map component "tSTRa" | Unknown route-map component "WFILL" | Unknown route-map component "tvSTR" |

| Unknown route-map component "t3STR2" | Unknown route-map component "-3KRZt" | Unknown route-map component "t3STR3" | Unknown route-map component "WDOCKSe" | Unknown route-map component "tvSTR" |

|  | Unknown route-map component "STR2" | Unknown route-map component "STRc3" | Water | Unknown route-map component "tvSTR" |

|  | Unknown route-map component "STRc1" | Unknown route-map component "DST2+4" | Unknown route-map component "STRc3" | Unknown route-map component "tvSTR" |

| Unknown route-map component "t3STR+1" | Unknown route-map component "t3STRq-" | Unknown route-map component "STRc1" + Unknown route-map component "t3STR+4" | Unknown route-map component "STR+4" | Unknown route-map component "tvSTR" |

| Unknown route-map component "tSTRe" | Unknown route-map component "tKRW+le" | Unknown route-map component "tKRWr" | Enter and exit short tunnel | Unknown route-map component "tvSTR" |

| Unknown route-map component "hKRZWae" | Straight track |  | Straight track | Unknown route-map component "tvSTR" |

| Straight track | Unknown route-map component "hKRZWae" | Transverse water | Unknown route-map component "hKRZWae" | Unknown route-map component "tvSTR" |

| Enter and exit short tunnel | Straight track |  | Straight track | Unknown route-map component "tvSTR" |

| Straight track | Straight track | Unknown route-map component "CHURCH" | Enter and exit short tunnel | Unknown route-map component "tvSTR" |

| Enter and exit short tunnel | Enter and exit short tunnel | Unknown route-map component "STRc2" | Unknown route-map component "STR3" | Unknown route-map component "tvSTR" |

| Straight track | Unknown route-map component "eBHF" | Unknown route-map component "STR+1" | Unknown route-map component "STRc4" | Unknown route-map component "tvSTR" |

| Small bridge over water | Straight track | Straight track |  | Unknown route-map component "tvSTR" |

| Track change | Straight track | Straight track |  | Unknown route-map component "tvSTR" |

| Straight track | Enter and exit short tunnel | Straight track |  | Unknown route-map component "tvSTR" |

| Unknown route-map component "hKRZWae" + Enter and exit tunnel | Straight track | Straight track |  | Unknown route-map component "tvSTR" |

| Unknown route-map component "tSTR" | Small bridge over water | Small bridge over water |  | Unknown route-map component "tvSTR" |

| Unknown route-map component "tSTR" | Unknown route-map component "tSTRa" | Unknown route-map component "tKRWla" | Unknown route-map component "tKRW+r" | Unknown route-map component "tvSTR" |

| Unknown route-map component "tSTRe" | Unknown route-map component "t3STR2" | Unknown route-map component "t-3STRq" | Unknown route-map component "t3STR3" | Unknown route-map component "tvÜSTl" |

| One way leftward | Unknown route-map component "TUNNEL1q" | Unknown route-map component "STR+r" |  | Unknown route-map component "tvDST" |

|  |  | Enter and exit tunnel |  | Unknown route-map component "tvÜSTr" |

|  |  | Small bridge over water |  | Unknown route-map component "tvSTR" |

|  |  | Unknown route-map component "vSHI1+l-STR+l" | Unknown route-map component "ENDEeq" | Unknown route-map component "tvSTR" |

|  | Unknown route-map component "KBHFa-L" + Unknown route-map component "HUBaq" | Unknown route-map component "vBHF-R" + Unknown route-map component "HUBq" | Unknown route-map component "exKBHFa" + Unknown route-map component "HUBeq" | Unknown route-map component "tvSTR" |

|  | Straight track | Unknown route-map component "vSTR-eABZg+l" | Unknown route-map component "exABZgr" | Unknown route-map component "tvSTR" |

|  | Unknown route-map component "hKRZWae" | Unknown route-map component "vBRÜCKE1" | Unknown route-map component "exhKRZWae" | Unknown route-map component "tvSTR" |

|  | Straight track | Unknown route-map component "tvSTRa@g-" + Unknown route-map component "tv-STRa@g" | Unknown route-map component "exSTR" | Unknown route-map component "tvSTR" |

| Unknown route-map component "CONTgq" | Unknown route-map component "xABZqr" | Unknown route-map component "tSPLe" + Unknown route-map component "exSTRq" | Unknown route-map component "exSTRr" | Unknown route-map component "tvSTR" |

|  |  | Unknown route-map component "tÜST" |  | Unknown route-map component "tvSTR" |

|  |  | Unknown route-map component "etDST" | Unknown route-map component "lGIPr" | Unknown route-map component "tvSTR" |

|  |  | Unknown route-map component "tSTR" + Unknown route-map component "GRZq" |  | Unknown route-map component "tvSTR" |

|  |  | Unknown route-map component "tÜST" |  | Unknown route-map component "tvSTR" |

|  |  | Unknown route-map component "tSTRe" |  | Unknown route-map component "tvSTR" |

| Water |  | Unknown route-map component "SPLa" |  | Unknown route-map component "tvSTR" |

| Unknown route-map component "WWEIRg" |  | Unknown route-map component "vSTR-BHF" | Bus station | Unknown route-map component "tvSTR" |

| Water | Unknown route-map component "ENDEaq" | Unknown route-map component "SPLegr" |  | Unknown route-map component "tvSTR" |

| Unknown route-map component "WABZg+l" | Transverse water | Unknown route-map component "hKRZWae" + Enter and exit tunnel |  | Unknown route-map component "tvSTR" |

| Unknown route-map component "WASSERl" | Transverse water | Unknown route-map component "hKRZWae" | Unknown route-map component "WASSER+r" | Unknown route-map component "tvSTR" |

|  |  | Enter and exit tunnel + Unknown route-map component "RMq" | Water | Unknown route-map component "tvSTR" |

|  |  | Small non-passenger station on track | Water | Unknown route-map component "tvSTR" |

|  | Bus station | Station on track | Water | Unknown route-map component "tvSTR" |

|  |  | Unknown route-map component "DSTeBHF" | Unknown route-map component "WWEIRg" | Unknown route-map component "tvSTR" |

|  |  | Unknown route-map component "hSKRZ-Ma" | Water | Unknown route-map component "tvSTR" |

| Unknown route-map component "WASSER+l" | Transverse water | Unknown route-map component "hKRZWe" | Water straight and to right | Unknown route-map component "tvSTR" |

| Water |  | Enter and exit tunnel |  | Unknown route-map component "tvSTR" |

| Water | Unknown route-map component "t3STR+1" | Unknown route-map component "t3STRq-" + Straight track | Unknown route-map component "t3STR+4" | Unknown route-map component "tvSTR" |

| Water | Unknown route-map component "tSTRe@g" | Enter and exit short tunnel | Unknown route-map component "tSTR" | Unknown route-map component "tvSTR" |

| Water | Straight track | Unknown route-map component "tSTRla" | Unknown route-map component "tSTRr" | Unknown route-map component "tvSTR" |

| Unknown route-map component "WASSERl" | Unknown route-map component "hKRZWae" | Unknown route-map component "WASSER+r" |  | Unknown route-map component "tvSTR" |

|  | Enter and exit tunnel | Water |  | Unknown route-map component "tvSTR" |

|  | Stop on track | Unknown route-map component "WASSERl" | Unknown route-map component "WASSER+r" | Unknown route-map component "tvSTR" |

| Unknown route-map component "t3STR+1" | Unknown route-map component "t3STRq-" + Straight track | Unknown route-map component "t3STR+4" | Water | Unknown route-map component "tvSTR" |

| Unknown route-map component "tSTR" | Enter and exit short tunnel | Unknown route-map component "tSTRe@g" | Water | Unknown route-map component "tvSTR" |

| Unknown route-map component "tSTRl" | Unknown route-map component "tSTRra" | Unknown route-map component "KRWgl" | Unknown route-map component "KRW+r" | Unknown route-map component "tvSTR" |

|  |  | Enter and exit tunnel | Straight track | Unknown route-map component "tvSTR" |

|  |  | Unknown route-map component "KRWg+l" | Unknown route-map component "KRWr" | Unknown route-map component "tvSTR" |

| Unknown route-map component "WASSER+l" | Transverse water | Unknown route-map component "hKRZWae" | Water straight and to right | Unknown route-map component "tvSTR" |

| Water |  | Enter and exit tunnel |  | Unknown route-map component "tvSTR" |

| Water |  | Station on track |  | Unknown route-map component "tvSTR" |

| Water |  | Straight track |  | Unknown route-map component "tvDST" |

| Water |  | Track change |  | Unknown route-map component "tvÜSTr" |

| Water |  | Station on track |  | Unknown route-map component "tvÜSTl" |

| Water |  | Unknown route-map component "tSTRa" |  | Unknown route-map component "tvSTR" |

| Water | Unknown route-map component "tSTR+l" | Unknown route-map component "tKRZto" | Unknown route-map component "tSTR+r" | Unknown route-map component "tvSTR" |

| Water | Unknown route-map component "tSTRe" | Unknown route-map component "tSTRe" | Unknown route-map component "tSTR" | Unknown route-map component "tvSTR" |

| Water | Straight track | Unknown route-map component "hSTRae" | Unknown route-map component "tSTR" | Unknown route-map component "tvSTR" |

| Water | Enter and exit short tunnel | Unknown route-map component "tSTRa" | Unknown route-map component "tSTR" | Unknown route-map component "tvSTR" |

| Unknown route-map component "tSTR+l" | Unknown route-map component "KRZt" | Unknown route-map component "tSTRl+r" | Unknown route-map component "tSTRr" | Unknown route-map component "tvSTR" |

| Unknown route-map component "tSTRe" | Track change | Unknown route-map component "tSTR" |  | Unknown route-map component "tvSTR" |

| Straight track | Unknown route-map component "tSTRla" | Unknown route-map component "tSTRr" |  | Unknown route-map component "tvSTR" |

| Unknown route-map component "hKRZWae" | Unknown route-map component "WASSER+r" |  |  | Unknown route-map component "tvSTR" |

| Non-passenger station/depot on track | Water |  |  | Unknown route-map component "tvSTR" |

| Unknown route-map component "kkSTR2" | Unknown route-map component "WASSER2" + Unknown route-map component "kSTRc3" | Unknown route-map component "WSTRc3" |  | Unknown route-map component "tvSTR" |

|  | Unknown route-map component "kSTR+4" + Unknown route-map component "WSTRc1" | Unknown route-map component "WASSER+4" |  | Unknown route-map component "tvSTR" |

|  | Unknown route-map component "eHST2" | Unknown route-map component "WASSER2" + Unknown route-map component "STRc3" | Unknown route-map component "WSTRc3" | Unknown route-map component "tvSTR" |

|  | Unknown route-map component "STRc1" | Unknown route-map component "STR+4" + Unknown route-map component "WSTRc1" | Unknown route-map component "WASSER+4" | Unknown route-map component "tvSTR" |

| Unknown route-map component "WASSER+l" | Transverse water | Unknown route-map component "hKRZWae" | Water straight and to right | Unknown route-map component "tvSTR" |

| Water | Unknown route-map component "exKDSTaq" | Unknown route-map component "eABZg+r" |  | Unknown route-map component "tvSTR" |

| Water |  | Station on track |  | Unknown route-map component "tvSTR" |

| Water |  | Unknown route-map component "exSTR" + Unknown route-map component "kkSTR2" | Unknown route-map component "kSTRc3" | Unknown route-map component "tvSTR" |

| Water | Unknown route-map component "STR+l" | Unknown route-map component "tSTRa@gq" + Unknown route-map component "exSTR" | Unknown route-map component "tSTRq" + Unknown route-map component "kSTR+4" | Unknown route-map component "tvSTRr-STR" |

| Water | Unknown route-map component "ABZg+l" | Unknown route-map component "tSTRa@gq" + Unknown route-map component "exSTR" | Unknown route-map component "tSTRq" + Unknown route-map component "kSTR3" | Unknown route-map component "tv-STRr" |

| Water | Unknown route-map component "ABZg+l" | Unknown route-map component "exSTR" + Unknown route-map component "kSTRr+1" | Unknown route-map component "kSTRc4" |  |

| Water | Track change | Unknown route-map component "exSTR" |  |  |

| Unknown route-map component "STRc2" | Unknown route-map component "ABZ23" | Unknown route-map component "exHST" + Unknown route-map component "STRc3" |  |  |

| Unknown route-map component "STR+1" | Unknown route-map component "STRc14" | Unknown route-map component "xABZg+4" |  |  |

| Unknown route-map component "hKRZWae" | Transverse water | Unknown route-map component "hKRZWae" | Transverse water |  |

| Enter and exit tunnel | Unknown route-map component "exSTR+l" | Unknown route-map component "eKRZo" | Unknown route-map component "exCONTfq" |  |

| Straight track | Unknown route-map component "exKBHFe-L" + Unknown route-map component "tSTRc3" | Unknown route-map component "BHF-R" |  |  |

| Unknown route-map component "STR2" | Unknown route-map component "STRc3" | Enter and exit tunnel |  |  |

| Unknown route-map component "STRc1" | Unknown route-map component "STR2+4" | Enter and exit short tunnel + Unknown route-map component "STRc3" |  |  |

|  | Unknown route-map component "STRc1" | Unknown route-map component "ABZg+4" |  |  |

| Non-passenger station/depot on track |

| Non-passenger station/depot on track |

| Water |  | Straight track | Unknown route-map component "exSTR+l" | Unknown route-map component "exCONTfq" |

| Water |  | Unknown route-map component "BHF-L" | Unknown route-map component "exBHF-R" | Bus station |

| Water |  | Unknown route-map component "SKRZ-Au" | Unknown route-map component "exSTR" |  |

| Unknown route-map component "WABZg+l" | Transverse water | Unknown route-map component "hKRZWae" | Unknown route-map component "exhKRZWae" | Transverse water |

| Water straight and to right |  | Straight track | Unknown route-map component "exSTR" |  |

| Unknown route-map component "exSTR+l" | Unknown route-map component "eKRZu" | Unknown route-map component "exSTRr" |

| Unknown route-map component "exHST" | Unknown route-map component "SPLa" |  |

| Unknown route-map component "exSTR" | Unknown route-map component "vDST-STR" |  |

| Unknown route-map component "exKBHFe" | Unknown route-map component "SPLe" |  |

| Bus station | Station on track |  |

| Enter and exit tunnel |

| Enter and exit tunnel |

|  | Station on track | Bus station |

| Unknown route-map component "STR+l" | Non-passenger station/depot on transverse track | Unknown route-map component "ABZgr" |  |  |

| Unknown route-map component "SKRZ-Mo" |  | Straight track |  |  |

| Unknown route-map component "ABZgl" | Unknown route-map component "ABZq+l" | Unknown route-map component "tSTRa@gq" + Straight track | Unknown route-map component "tSHI4grq" | Unknown route-map component "tv-STR+r" |

| Unknown route-map component "ABZgl" | Unknown route-map component "KRZu" | Unknown route-map component "tSTRa@gq" + Straight track | Unknown route-map component "tSHI4g+lq" | Unknown route-map component "tvSTR+r-STR" |

| Unknown route-map component "STR+c2" | Unknown route-map component "STR3" | Small non-passenger station on track |  | Unknown route-map component "tvSTR" |

| Unknown route-map component "ABZg+1" | Unknown route-map component "STRc4" | Enter and exit short tunnel |  | Unknown route-map component "tvSTR" |

| Unknown route-map component "CONTr+g" |  | Unknown route-map component "SPLa" |  | Unknown route-map component "tvSTR" |

|  | Transverse water | Unknown route-map component "dWBRÜCKE" | Unknown route-map component "dWBRÜCKE" | Transverse water | Unknown route-map component "tvSTR" |

|  |  | Unknown route-map component "tdSTRa" | Unknown route-map component "tdSTRa" |  | Unknown route-map component "tvSTR" |

|  |  | Unknown route-map component "tdSTRe" | Unknown route-map component "tdSTR" |  | Unknown route-map component "tvSTR" |

|  |  | Unknown route-map component "dTUNNEL2" | Unknown route-map component "tdSTRe" |  | Unknown route-map component "tvSTR" |

|  |  | Unknown route-map component "SPLe" |  | Unknown route-map component "tvSTR" |

|  |  | Unknown route-map component "SKRZ-Au" |  | Unknown route-map component "tvSTR" |

|  | Transverse water | Unknown route-map component "hKRZWae" | Transverse water | Unknown route-map component "tvSTR" |

|  |  | Track change |  | Unknown route-map component "tvSTR" |

|  |  | Unknown route-map component "SPLa" |  | Unknown route-map component "tvSTR" |

|  |  | Unknown route-map component "tvSTRa" |  | Unknown route-map component "tvSTR" |

|  |  | Unknown route-map component "tvSTR" |  | Unknown route-map component "tvSTR" |

|  |  | Unknown route-map component "tvSTRe" |  | Unknown route-map component "tvSTR" |

|  |  | Unknown route-map component "SPLe" |  | Unknown route-map component "tvSTR" |

|  | Bus station | Station on track | Unknown route-map component "lGIPr" | Unknown route-map component "tvSTR" |

|  |  | Stop on track | Bus station | Unknown route-map component "tvSTR" |

|  |  | Unknown route-map component "BST2" | Unknown route-map component "STRc3" | Unknown route-map component "tvSTR" |

|  |  | Unknown route-map component "STRc1" | Unknown route-map component "STR+4" | Unknown route-map component "tvSTR" |

|  |  |  | Enter and exit tunnel | Unknown route-map component "tvSTR" |

|  |  |  | Straight track | Unknown route-map component "tvDST" |

|  |  |  | Track change | Unknown route-map component "tvSTR" |

|  |  | Bus station | Station on track | Unknown route-map component "tvSTR" |

| Unknown route-map component "STR+l" | Unknown route-map component "hKRZWaq" | Unknown route-map component "hSKRZ-Meq" | Unknown route-map component "ABZgr" | Unknown route-map component "tvSTR" |

| Straight track |  | Bus station | Stop on track | Unknown route-map component "tvSTR" |

| Straight track |  | Unknown route-map component "STRc2" | Unknown route-map component "BST3" | Unknown route-map component "tvSTR" |

| Unknown route-map component "YRD" |  | Unknown route-map component "STR+1" | Unknown route-map component "STRc4" | Unknown route-map component "tvSTR" |

|  | Unknown route-map component "STR+l" | Unknown route-map component "KRZo" | Unknown route-map component "tSTRaq" | Unknown route-map component "tvSTRr-STR" |

|  | Unknown route-map component "kSTR2" | Unknown route-map component "ABZg+l" | Unknown route-map component "tSTRa@gq" | Unknown route-map component "tv-STRr" |

| Unknown route-map component "kSTRc1" | Unknown route-map component "kkSTR+4" + Straight track |  |

| Unknown route-map component "SPLa" |

| Unknown route-map component "dTUNNEL1" | Unknown route-map component "dTUNNEL1" |

|  |  | Unknown route-map component "SPLe" | Unknown route-map component "exSTR+l" | Unknown route-map component "exCONTfq" |

|  | Unknown route-map component "KRW+l" | Unknown route-map component "KRWr" + Unknown route-map component "exKRW+l" | Unknown route-map component "exKRWgr" |  |

| Bus station | Station on track + Unknown route-map component "HUBaq" | Unknown route-map component "exKBHFe" + Unknown route-map component "HUBq" | Unknown route-map component "KBHFxa" + Unknown route-map component "HUBeq" | Funicular |

| Unknown route-map component "CONTgq" | Unknown route-map component "KRZo" | Transverse track | One way rightward | Unknown route-map component "utSTRe" |

|  | Straight track |  |  | Unknown route-map component "uCONTl+g" |

| Station on track | Funicular |  |

| Enter and exit tunnel | Unknown route-map component "utSTRe" |  |

| Straight track | Unknown route-map component "uCONTf" |  |

| Unknown route-map component "SKRZ-Au" |

| Unknown route-map component "STR2" | Unknown route-map component "STRc3" |  |

| Unknown route-map component "STRc1" | Unknown route-map component "BHF+4" |  |

| Pier | Unknown route-map component "WDOCKSaq" | Unknown route-map component "WFILL" + Unknown route-map component "lhMSTR" + Straight track | Unknown route-map component "WDOCKSeq" | Pier |

| Enter and exit tunnel + Unknown route-map component "lhSTRe@g" |

|  |  | Station on track |

| Pier | Head station | Straight track |  |  |

| Unknown route-map component "BHF-L" | Unknown route-map component "BHF-R" |  |

| One way leftward | Unknown route-map component "KRZu" | Unknown route-map component "CONTfq" |

| Unknown route-map component "SKRZ-Au" |

| Stop on track |

| Station on track |

| Unknown route-map component "CONTgq" | Unknown route-map component "ABZgr" |  |

| Unknown route-map component "SKRZ-Au" |

| Unknown route-map component "SKRZ-Au" |

|  | Straight track + Unknown route-map component "SHI3l" | Unknown route-map component "vSHI3+r-" |

|  | Station on track | Unknown route-map component "tvSTRa-" |

| Unknown route-map component "vSTR+l-" | Unknown route-map component "tdSTRaq" | Unknown route-map component "dKRZt" | Unknown route-map component "tSTRr" | Unknown route-map component "d" |

| Unknown route-map component "SKRZ-Au" | Unknown route-map component "dRAq" | Unknown route-map component "SKRZ-Ao" | Unknown route-map component "d" |  |

| Unknown route-map component "bvvWSLg+l" | Straight track |  |  |

| Non-passenger station/depot on track | Unknown route-map component "ABZg+l" | Unknown route-map component "ABZg+r" |  |  |

| Unknown route-map component "STR2" | Non-passenger station/depot on track + Unknown route-map component "STRc3" | Unknown route-map component "BHF+GRZq" |  |  |

| 206,17 |
| 50,77  |

| Unknown route-map component "STRc1" | Unknown route-map component "ABZl+4g" | Unknown route-map component "vSTR+r-SHI1+r" |  |  |

| Unknown route-map component "GRZq" | Unknown route-map component "GRZq" | Unknown route-map component "vSTR" + Unknown route-map component "GRZq" + Unknown route-map component "lGRENZE" | Unknown route-map component "GRZq" | Unknown route-map component "GRZq" |

| Unknown route-map component "vÜST" |

| Unknown route-map component "tdSTRa" | Unknown route-map component "dSTR" |

| Unknown route-map component "tdSTR" | Unknown route-map component "dTUNNEL1" |

| Unknown route-map component "tdSTR" | Unknown route-map component "dBHF" |

| Unknown route-map component "tdSTR" | Unknown route-map component "dDST" |

| Unknown route-map component "tdSTRe" | Unknown route-map component "dSTR" |

| Unknown route-map component "SPLe" |

| Continuation forward |

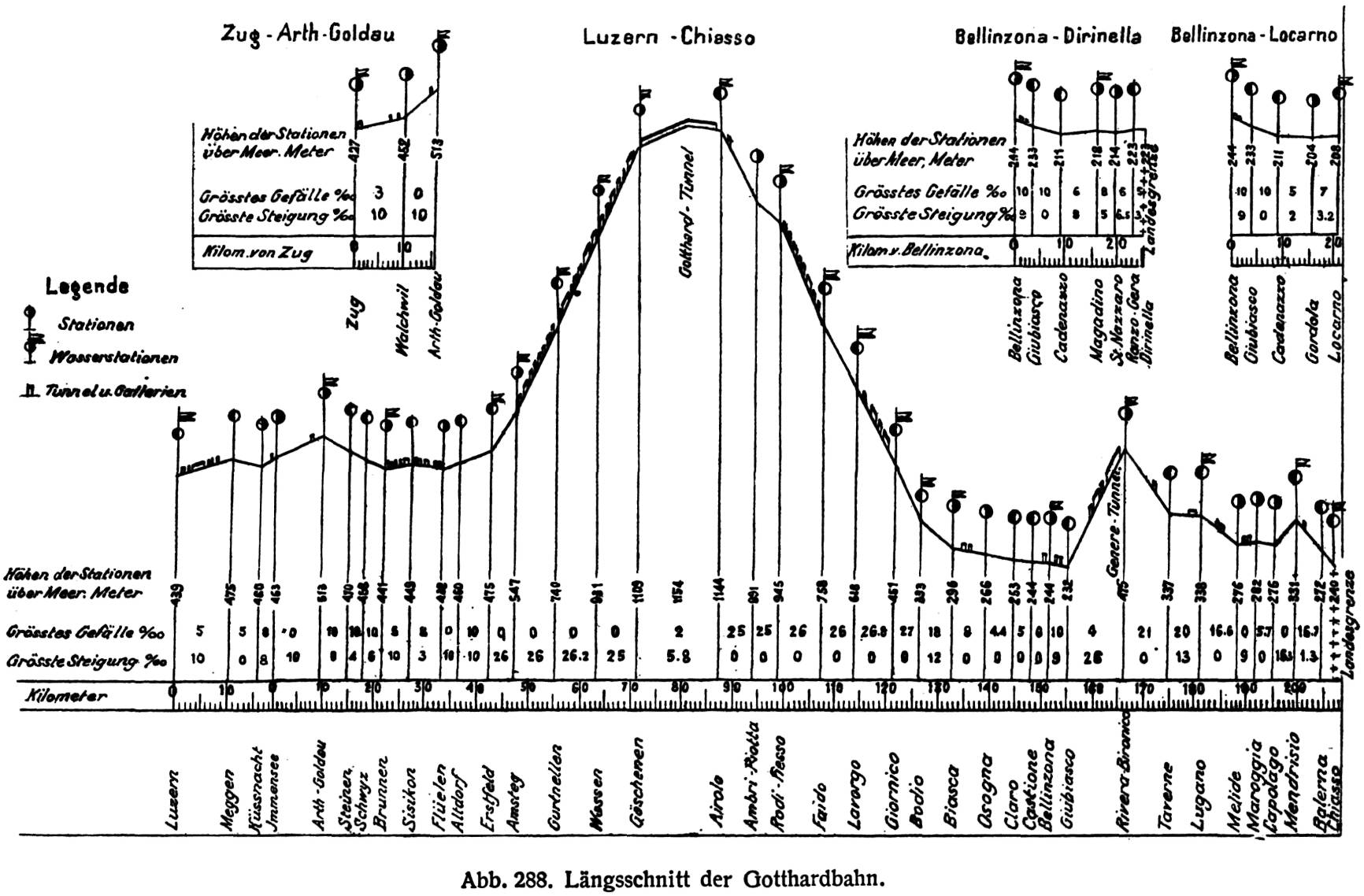
profilo altimetrico della originaria linea del Gottardo

La linea parte da Immensee, una frazione del comune svizzero di Küssnacht, nell'omonimo distretto nel Canton Svitto, dove confluiscono la linea proveniente da Lucerna e la Aargauische Südbahn. Da Immensee la linea procede attraverso la stazione di Arth-Goldau, dove confluisce la linea da Zugo, attraverso la valle della Reuss e attraverso la rampa nord del Gottardo fino al portale del Tunnel del Gottardo lungo 15 chilometri a Göschenen a 1106 metri sul livello del mare. Dal portale sud della galleria di Airolo, il percorso conduce attraverso la rampa sud a Biasca e poi a Bellinzona, sale fino alla galleria del Ceneri e conduce, attraverso Lugano a Chiasso, al confine con l'Italia in direzione Milano.
Il percorso originario è stato notevolmente ridotto con la realizzazione della galleria di base del San Gottardo e del Monte Ceneri.

### Tratta Immensee-Erstfeld
Alla stazione di Immensee confluiscono da un lato la linea da Lucerna e dall'altro l'Aargauische Südbahn; attraverso Lucerna, raggiungono la linea del Gottardo i treni provenienti da Basilea e instradati verso Lucerna via Olten.
Attraverso l'Aargauische Südbahn, raggiungono la ferrovia del Gottardo:
- i treni provenienti da Basilea instradati attraverso la linea dell'Hauenstein che, evitando tramite un raccordo l'inversione del senso di marcia alla stazione di Olten, proseguono sulla Olten-Aarau prima di immettersi sulla Aargauische Südbahn, evitando il regresso alla stazione di Lucerna;
- i treni merci pesanti provenienti dalla Germania in transito da Basilea, che instradati attraverso la Bözbergbahn, si immettono sulla Aargauische Südbahn attraverso il passante ferroviario di Brugg, evitando le operazioni di regresso alla stazione di Brugg.

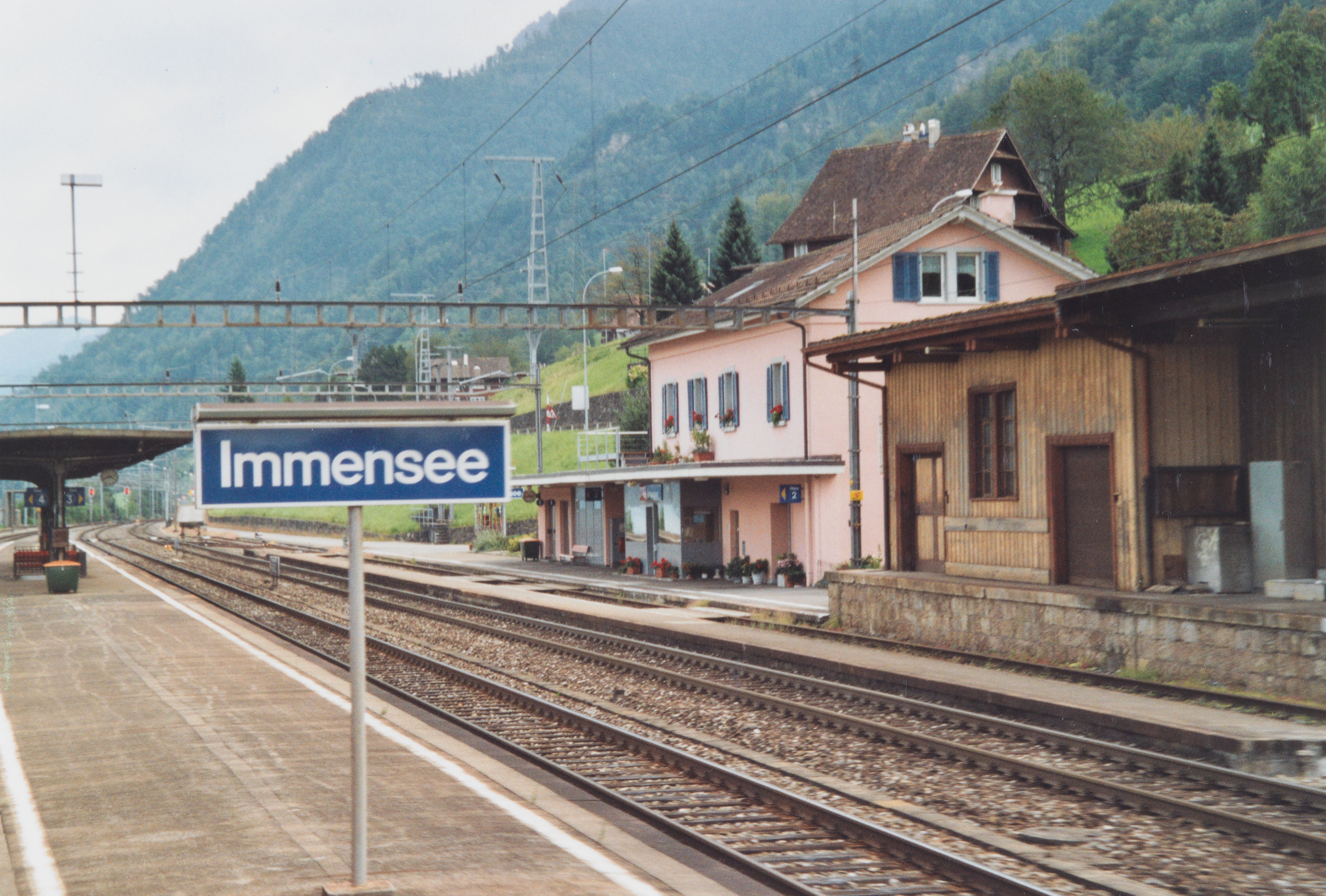
La stazione di Immensee

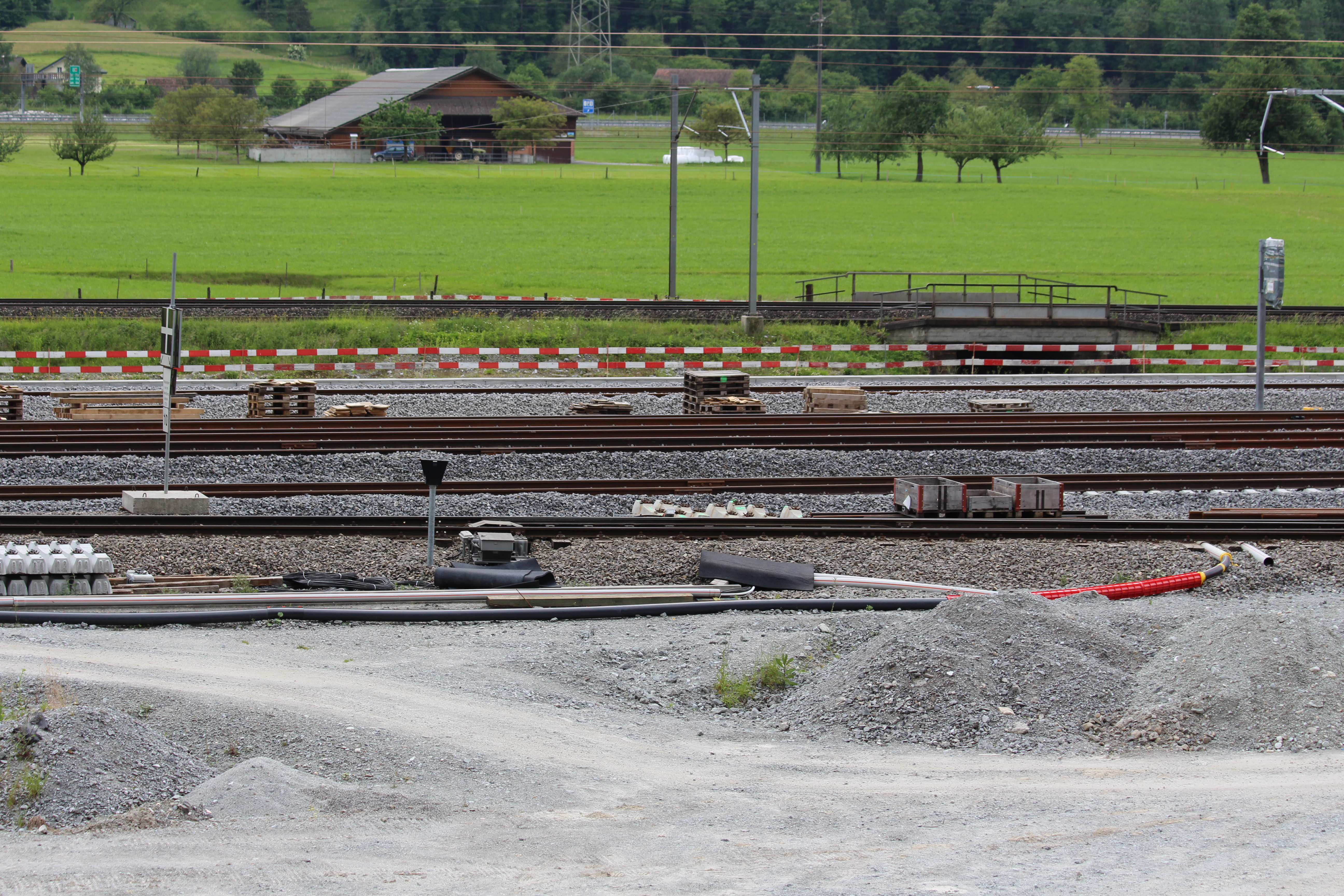
Il cantiere per la realizzazione della galleria di base del Gottardo presso la stazione di Erstfeld.

Da Immensee, il percorso si snoda lungo un pendio sopra la sponda meridionale del lago di Zugo e ai piedi del Rigi fino alla stazione di Arth-Goldau (510 m s.l.m.). Nella stazione di Arth-Goldau la ferrovia del Gottardo si congiunge alla linea proveniente da Zurigo via Thalwil-Zugo. Ad Arth-Goldau si dirama la linea della Schweizerische Südostbahn, che passando per Pfäffikon, prosegue fino a Rapperswil sul lago di Zurigo, con diramazione a Biberbrugg per Einsiedeln. Presso la stazione ferroviaria di Arth-Goldau, oltre i binari della ferrovia del Gottardo, si trova l'ex stazione a monte della ferrovia Arth-Rigi, una tratta ferroviaria che scala il massiccio del Rigi.
Da Arth-Goldau, la linea, oltrepassata la stazione di Steinen, scende sul lato est del bacino della valle del Lauerzersee, fino al capoluogo cantonale di Svitto (455 m s.l.m.) sulla pianura del Muota. A Brunnen raggiunge il Lago di Uri, la parte meridionale del Lago dei Quattro Cantoni. A sud della stazione di Brunnen, i binari si separano sulla ripida sponda orientale del lago e per un percorso di 12 chilometri attraversano vari tunnel e gallerie. A Sisikon la linea attraversa il confine tra il Canton Svitto e il Canton Uri e a Flüelen raggiunge l'inizio del Lago dei Quattro Cantoni nella pianura della Reuss.
La linea ferroviaria, superata la stazione di Altdorf, si dirama nel nuovo percorso attraverso la galleria di base del San Gottardo, il cui portale nord si trova circa tre chilometri dopo Altdorf e nel vecchio percorso che procede nel fondovalle fino alla stazione di Erstfeld (472 m s.l.m.), dove inizia la rampa nord del San Gottardo.

### Rampa nord: Erstfeld-Göschenen

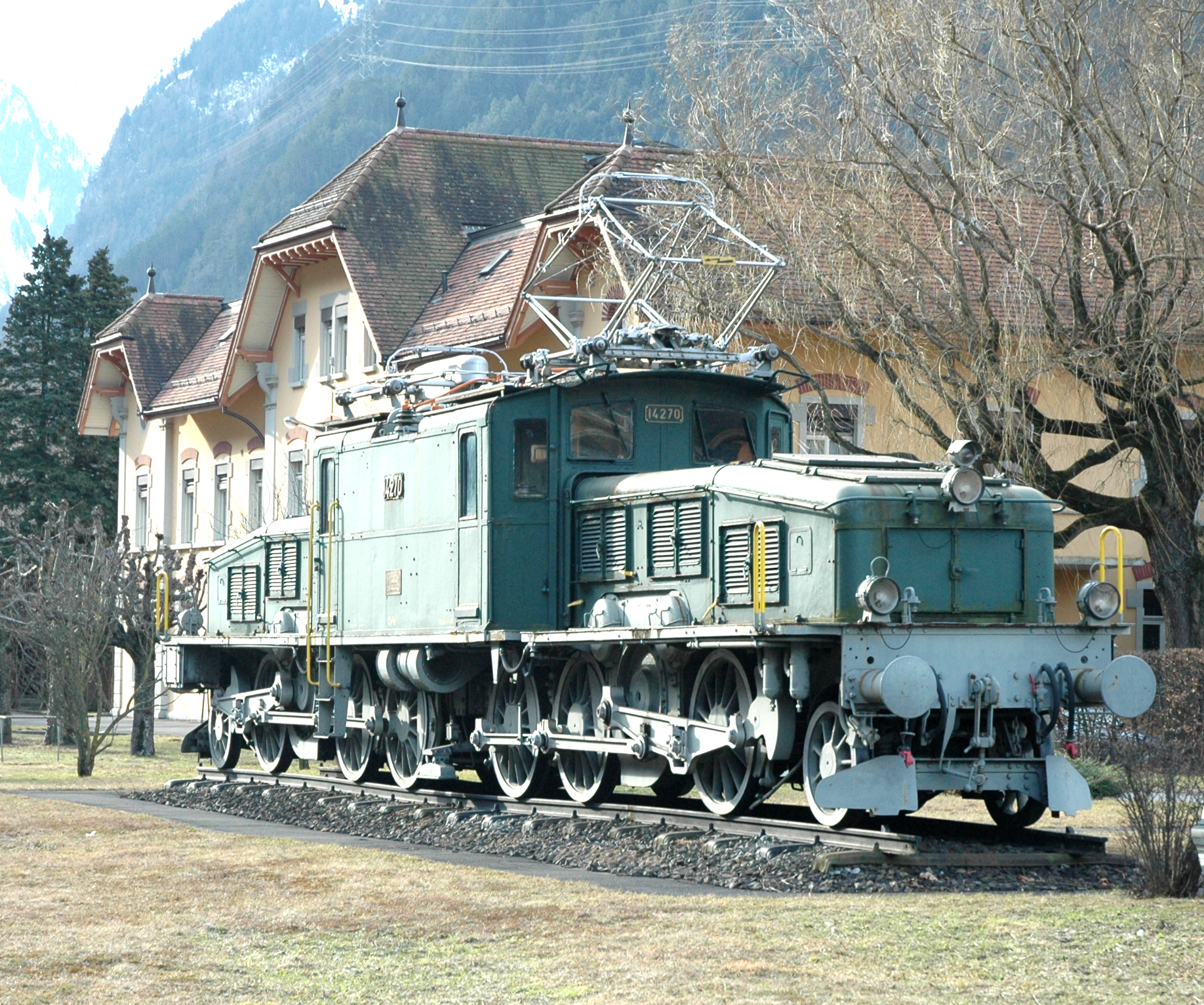
Locomotiva Ce 6/8 II monumentata alla stazione di Erstfeld

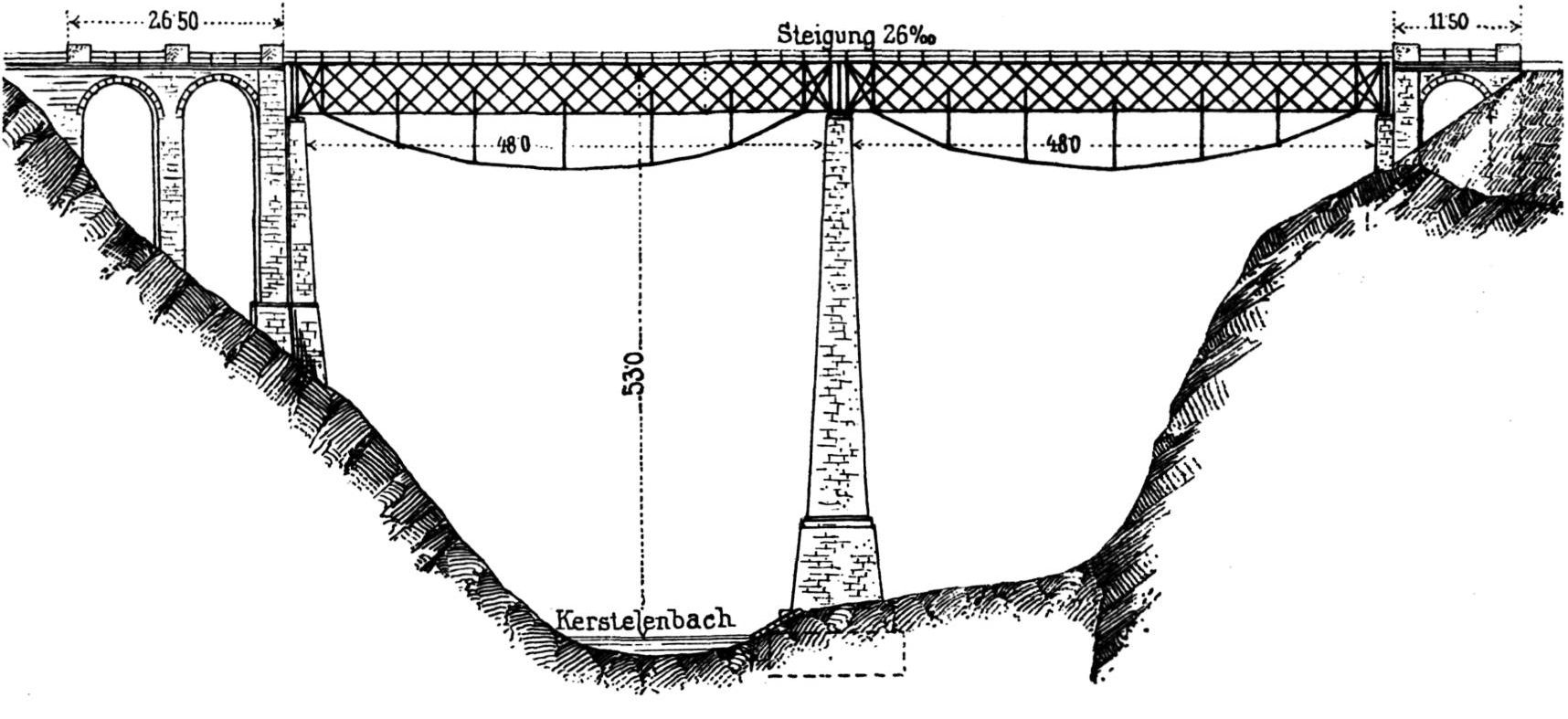
Chärstelenbachbrücke presso Amsteg

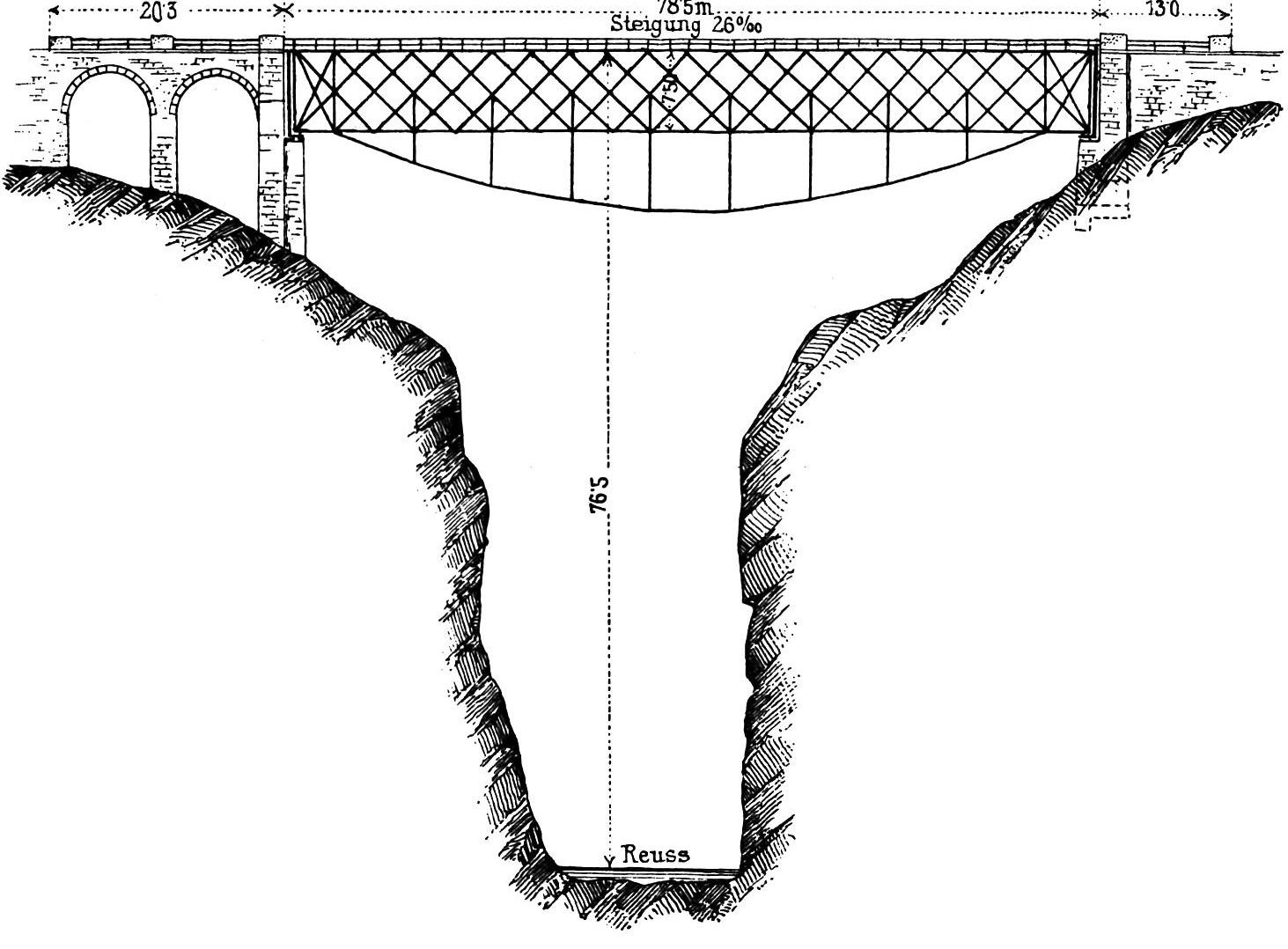
Intschireussbrücke presso Intschi

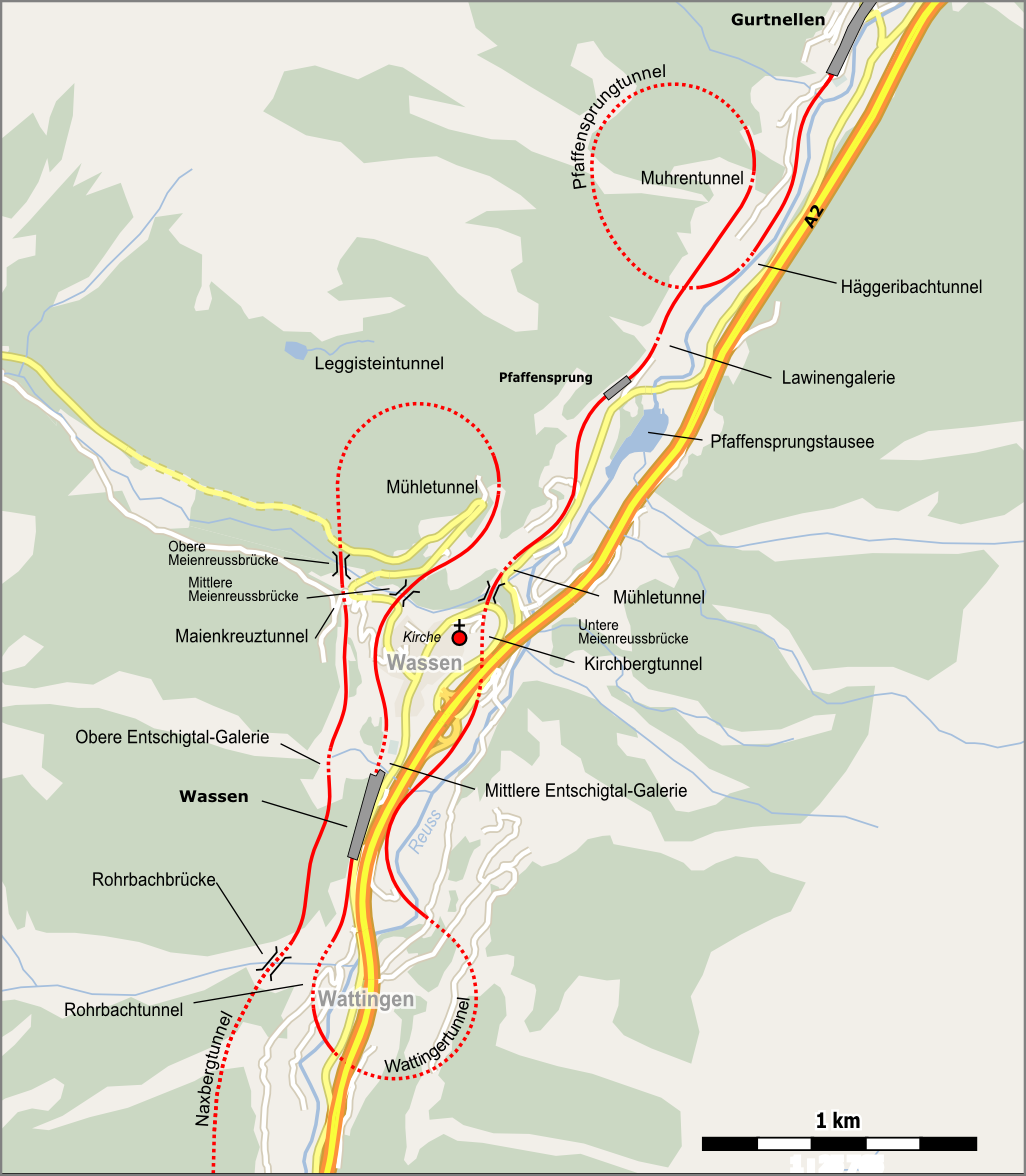
il doppio anello di Wassen e la galleria elicoidale di Pfaffensprung

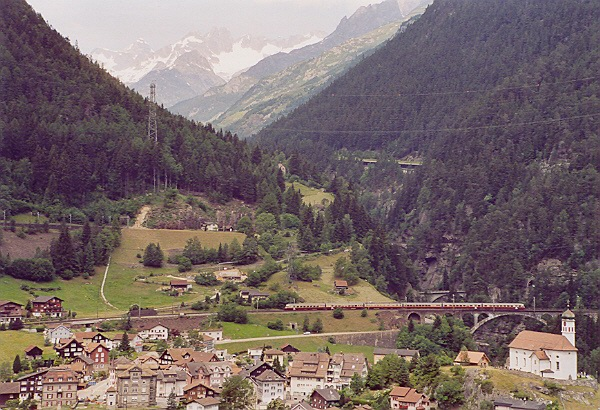
Veduta di Wassen con la chiesa e un treno in transito sul Mittlere Meienreussbrücke

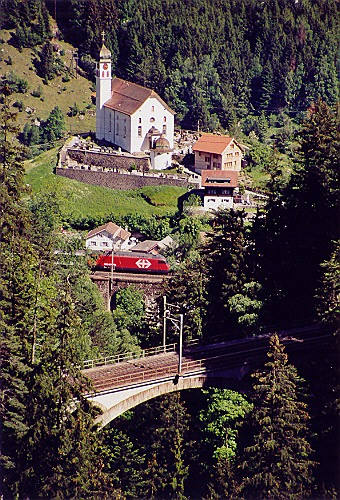
Visuale della chiesa di Wassen e della linea ferroviaria con treno in transito

Nella stazione di Erstfeld c'è un deposito locomotive, dove se necessario venivano attaccate locomotive aggiuntive ai treni, specialmente per i treni merci pesanti.
Per commemorare le leggendarie locomotive del Gottardo, accanto al deposito è rimasta a lungo una macchina come monumento tecnico: prima era la locomotiva a vapore C 5/6 con il numero 2965, e dal 1982 la locomotiva elettrica della serie Ce 6/8 II con il numero 14270, soprannominata locomotiva coccodrillo.
L'ultima locomotiva esposta è stata rimossa nel gennaio 2013 perché ostacolava i lavori di costruzione per convertire il deposito di Erstfeld in un sito di intervento per il tunnel di base del progetto AlpTransit. Il cantiere era ubicato a Silenen dove la valle della Reuss si allarga notevolmente, declinando verso il Lago dei Quattro Cantoni e lo spazio è stato sfruttato durante la costruzione del tunnel di base per installare un enorme cantiere, prontamente smantellato alla fine dei lavori. Il cantiere aveva anche un raccordo ferroviario che, staccandosi a sud della stazione di Erstfeld, correva parallelo all'autostrada. Il cunicolo d'accesso è ancora visibile dalla strada cantonale.
Dopo Erstfeld il percorso ha una pendenza fino al 28 ‰, guadagnando inizialmente quota sul versante orientale della valle della Reuss, con conoidi di deiezione con un percorso pieno di curve.
La linea cambia sponda nella valle della Reuss proseguendo abbarbicata sul fianco destro della valle, e subito dopo la stazione di Silenen-Amsteg abbandona il fondovalle infilando di seguito la galleria di Windgällen, superando il torrente Chärstelenbach attraverso il Chärstelenbachbrücke cui segue il Bristentunnel lungo 700 metri, che porta la ferrovia sopra l'abitato di Amsteg, dove si trova l'edificio della centrale elettrica, aperta nel 1922, costruita appositamente per elettrificazione della ferrovia del Gottardo e alimentata dalle acque del bacino di Pfaffensprung, con un salto di 280 metri.
Successivamente la linea attraversa il ponte Intschireuss, che svettando con i suoi 77 metri sopra il fondovalle è il ponte più alto dell'intera rete FFS, e prosegue sul versante occidentale della valle della Reuss, che si restringe in una profonda gola scavata dalla Reuss e dopo il breve Intschitunnel raggiunge la fermata di Intschi e il successivo posto di cambio binario di Zgraggen.
Tra il posto di cambio binario di Zgraggen e Gurtnellen la linea segue il corso della Reuss, la cui valle scende in più fasi dalle Alpi alle alture del Mittelland.
Il tratto è caratterizzato da una successione di quattro brevissime gallerie (Mörschlisbach, Meitschlingen, Breiten e Zgraggen) e due ponti (Säckenbrücke e Zgraggentalbrücke) e da pendenze molto elevate, con una media del 24,5‰, e dopo aver sottopassato un affluente della Reuss con l'Häggeribachtunnel raggiunge Gurtnellen a 738 metri sul livello del mare; segue la galleria elicoidale Pfaffensprung lunga 1476 metri, superata la quale la linea lambisce il bacino idroelettrico di Pfaffensprung, le cui condotte forzate corrono in galleria sul versante orientale della valle fino ad Amsteg, e raggiunge la fermata di Pfaffensprung a 834 metri sul livello del mare ad ovest della diga il cui bacino ha un volume di 0,15 milioni di m³ e le cui acque vengono sfruttate dalle Ferrovie Federali Svizzere per l'alimentazione delle centrali elettriche di Wassen e Amsteg.
La diga ad arco, costruita nel 1921 nella cosiddetta Reusskaskade, è alta 32 metri e ha una lunghezza del coronamento di 64 metri. L'invaso di Pfaffensprung è di proprietà delle Schweizerische Bundesbahnen, del Canton Uri e della Centralschweizerische Kraftwerke AG, società che si occupa della produzione e della distribuzione di elettricità in Svizzera. Il bacino artificiale di Pfaffensprung è stato creato sbarrando il corso della Reuss subito a valle della confluenza con il Meienreuss.
Il gruppo della centrale ha permesso di elettrificare la linea di montagna del San Gottardo.
La fermata di Pfaffensprung è seguita dal famoso doppio anello nei pressi di Wassen con i suoi due tunnel a spirale, il Wattingertunnel e il Leggisteintunnel.
Wassen è senza dubbio il punto più spettacolare della ferrovia del Gottardo con rampe, gallerie e ponti che avvolgono il piccolo paese.
I binari attraversano tre volte il Meienreuss, il principale torrente affluente della Reuss, con il primo ponte l'Untere Meienreuss-Brücke, cui seguono il Mittlerer Meienreuss-Brücke e quello superiore, l'Oberer Meienreuss-Brücke, circa 200 metri più in alto.
La linea imbocca il breve Mühletunnel e supera una prima volta la Meienreuss attraverso l'Untere Meienreuss-Brücke, sfila di fianco al paese di Wassen ad una quota inferiore sottopassando la Chiesa di Wassen con il breve Kirchbergtunnel, che sbuca nella gola a Sud di Wassen.
Dopo aver attraversato la Reuss attraverso l'Untere Wattingerbrücke,la linea imbocca il Wattingertunnel, compiendo un giro di 180 gradi in circa un chilometro; all'uscita della galleria al livello intermedio all'altezza della stazione di Wassen, i binari corrono verso nord, in direzione opposta a quella originale, superando nuovamente la Reuss attraverso l'Obere Wattingerbrücke in un lungo tratto in curva, che comprende il Rohrbachtunnel e raggiunge la piccola stazione di Wassen, con due binari di corsa e uno di precedenza ad una quota di 928 metri sul livello del mare. La linea, dopo la breve Mittlere Entschigtalgalerie, sfila sopra l'abitato di Wassen superando una seconda volta il Meienreuss con il ponte ad arco Mittlere Meienreussbrücke e sfilando sopra Wassen. Dopo la breve Mittlere Entschigtalgalerie e il breve Strahllochtunnel, la linea infila la galleria elicoidale Leggistein, che in un chilometro compie un giro di circa 180 gradi; all'uscita della galleria scavalca per la terza volta la valle laterale del Meienreuss attraverso l'Oberer Meienreuss-Brücke e sfila di nuovo sopra Wassen ad una quota di 1019 metri, alta sopra il borgo. La chiesa, che si erge in posizione prominente su uno sperone roccioso, è visibile da tre diverse prospettive, fungendo da punto di orientamento ed è il punto migliore per osservare la zona e comprendere il tortuoso tracciato, che avvolge il piccolo paese formando un panorama che sembra uscito dalla fantasia di un appassionato creatore di plastici ferroviari.
Superate le brevi gallerie Maienkreutz e Obere Entschigtal ed il successivo Kellerbachbrücke, la linea raggiunge il posto di cambio binario di Eggwald.
Il sistema di tunnel elicoidali tra Wassen e Gurtnellen ha risolto il problema del forte dislivello. La distanza in linea d'aria tra Eggwald e Gurtnellen è di quattro chilometri con un dislivello di 281 metri. Un'ipotetica rampa rettilinea tra i due punti avrebbe una pendenza del 69‰, il doppio del limite di aderenza naturale; per contenere le pendenze entro il 23‰, la linea tra i due paesi è stata quindi allungata fino a 12 chilometri.
La ferrovia mantenendosi alta sul versante occidentale della valle della Reuss entra nel Naxbergtunnel, lungo 1570 metri, con il tunnel originale prolungato a sud e protetto con una copertura in calcestruzzo che, addirittura, copre il successivo Rohrbachbrücketunnel e, dopo un paio di moderne gallerie artificiali, raggiunge la stazione di Göschenen (1106 m), poco più in alto della galleria stradale del San Gottardo dell'autostrada A2. Sul lato occidentale dell'edificio della stazione si trova il capolinea della linea ferroviaria a cremagliera a scartamento ridotto della Schöllenenbahn gestita dalla Matterhorn-Gotthard-Bahn, che conduce ad Andermatt.

### Tunnel del San Gottardo

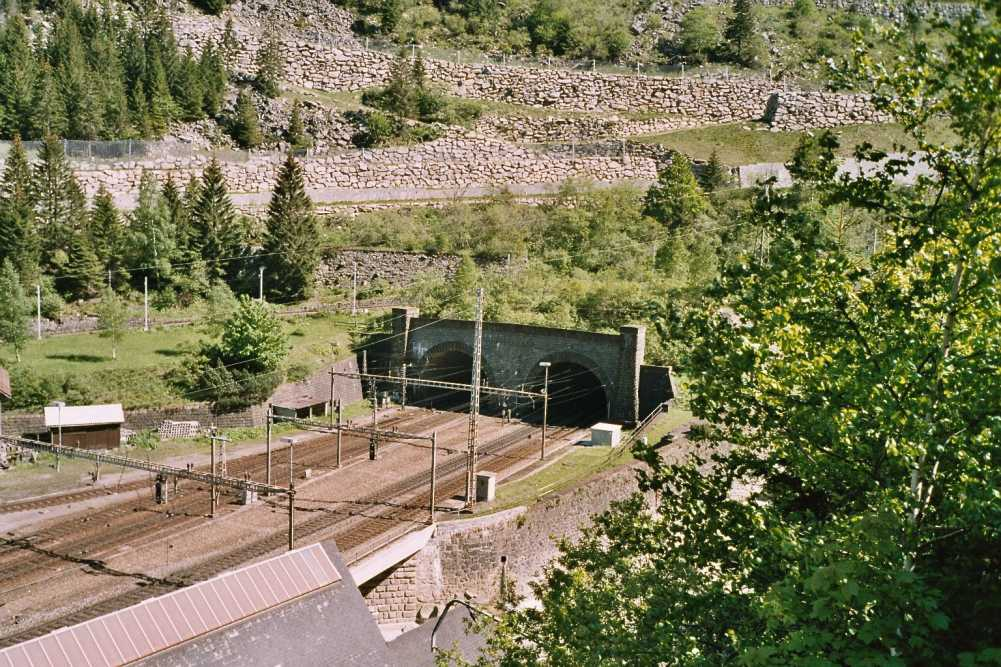
L'entrata nord del tunnel del San Gottardo a Göschenen

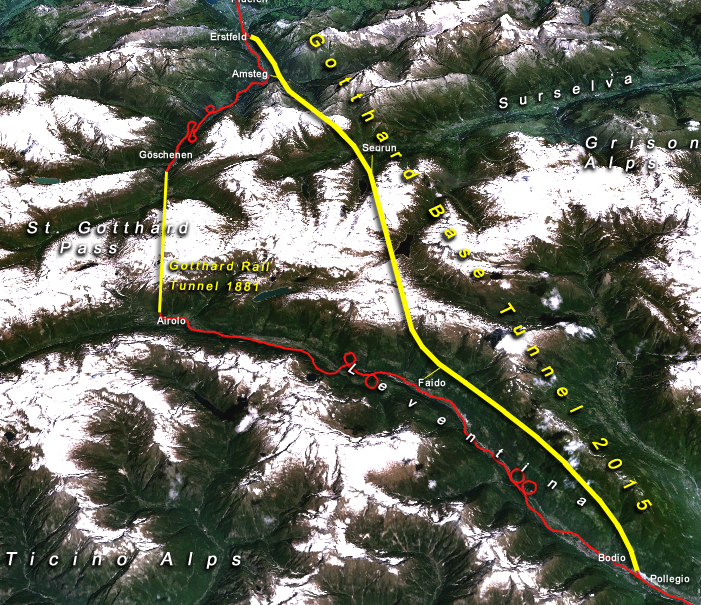
Ferrovia del Gottardo (a sinistra) e variante GBT (a destra); in rosso i tratti in superficie, in giallo i tratti in galleria

La galleria ferroviaria del San Gottardo a doppio binario, lunga 15.003 metri, è costruita in un unico traforo. All'interno della galleria, dopo nove chilometri, il percorso raggiunge il punto più alto dell'intera linea della Ferrovia del San Gottardo a 1151 m. s.l.m.. Il tunnel attraversa il confine tra il canton Uri e il canton Ticino.
Il portale nord della galleria del San Gottardo presso Göschenen presenta una seconda entrata, costruita tra il 1957 e il 1960, realizzata in seguito ai lavori di ampliamento della stazione di Göschenen, da dove partivano e arrivavano i treni navetta per il trasporto auto, avviato nel 1923 con la zona carico auto ingrandita e allungata. Questo tunnel si immette nel tunnel principale attraverso un raccordo a binario semplice e si unisce alla canna principale dopo circa 80 metri. Con l'entrata in servizio della galleria stradale del San Gottardo, nel settembre 1980 il servizio trasporto auto è stato soppresso e gli impianti vengono ora utilizzati per esigenze di servizio. La navetta viene di tanto in tanto ripristinata in caso di chiusura del tunnel stradale.
Al centro del tunnel c'era anche una stazione di servizio dotata di doppio scambio a incrocio, che è stata da tempo sostituita da due doppi scambi a incrocio. Il bar della vecchia stazione di servizio è ancora utilizzato come bar per gli addetti al controllo della linea.
Terminata la galleria del San Gottardo, la ferrovia prosegue nel territorio della Svizzera italiana.
I treni impiegano undici minuti per percorrere la galleria fino ad Airolo (1141 m. s.l.m.), la cui stazione ferroviaria si raggiunge dopo una curva a sinistra ancora in parte in montagna.
Dal 2016 i treni a lunga percorrenza vengono instradati sulla nuova galleria di base del San Gottardo, attualmente la galleria più lunga al mondo, che perderà tale primato quando verrà aperta la galleria di base del Brennero.

### Rampa sud: Airolo-Biasca

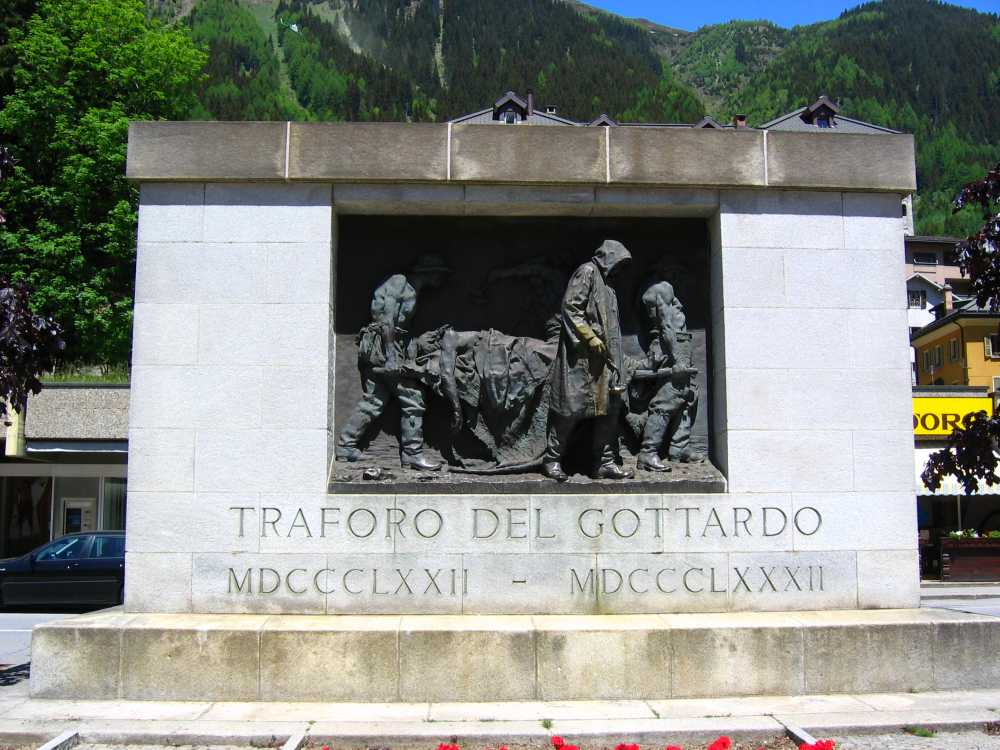
Monumento ai lavoratori impegnati nella costruzione del traforo

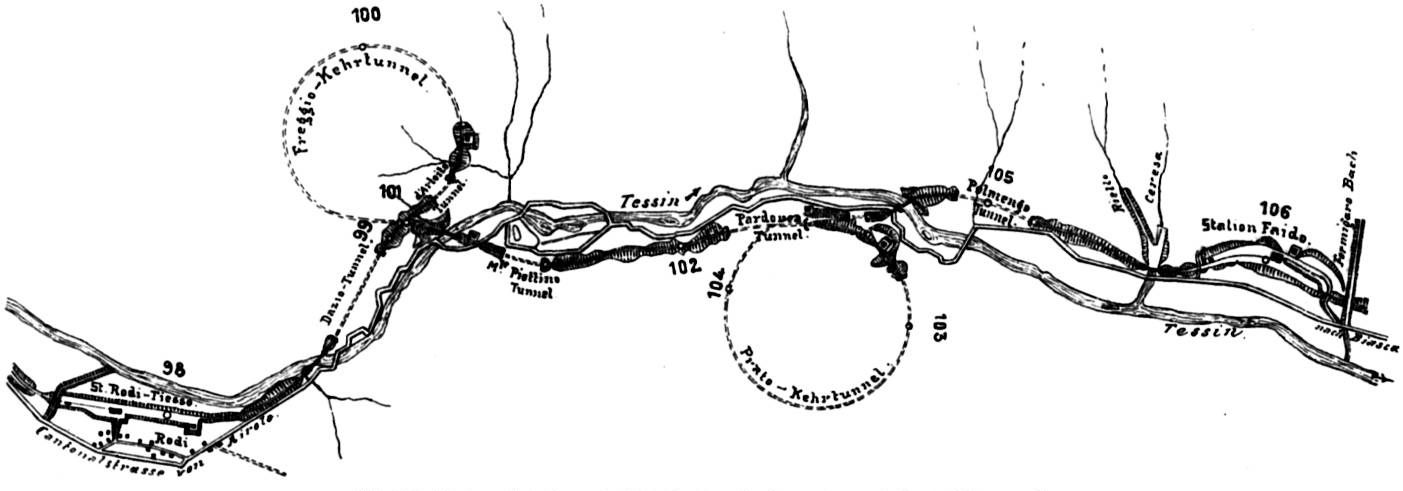
Gli anelli di Piottino

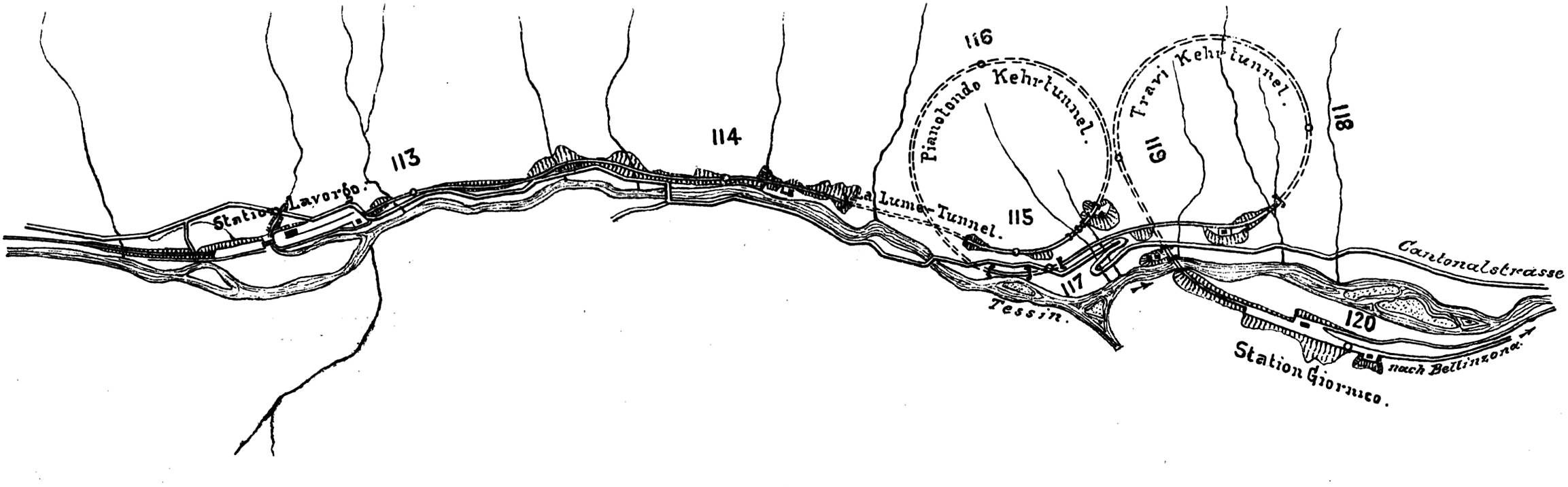
Gli anelli di Biaschina

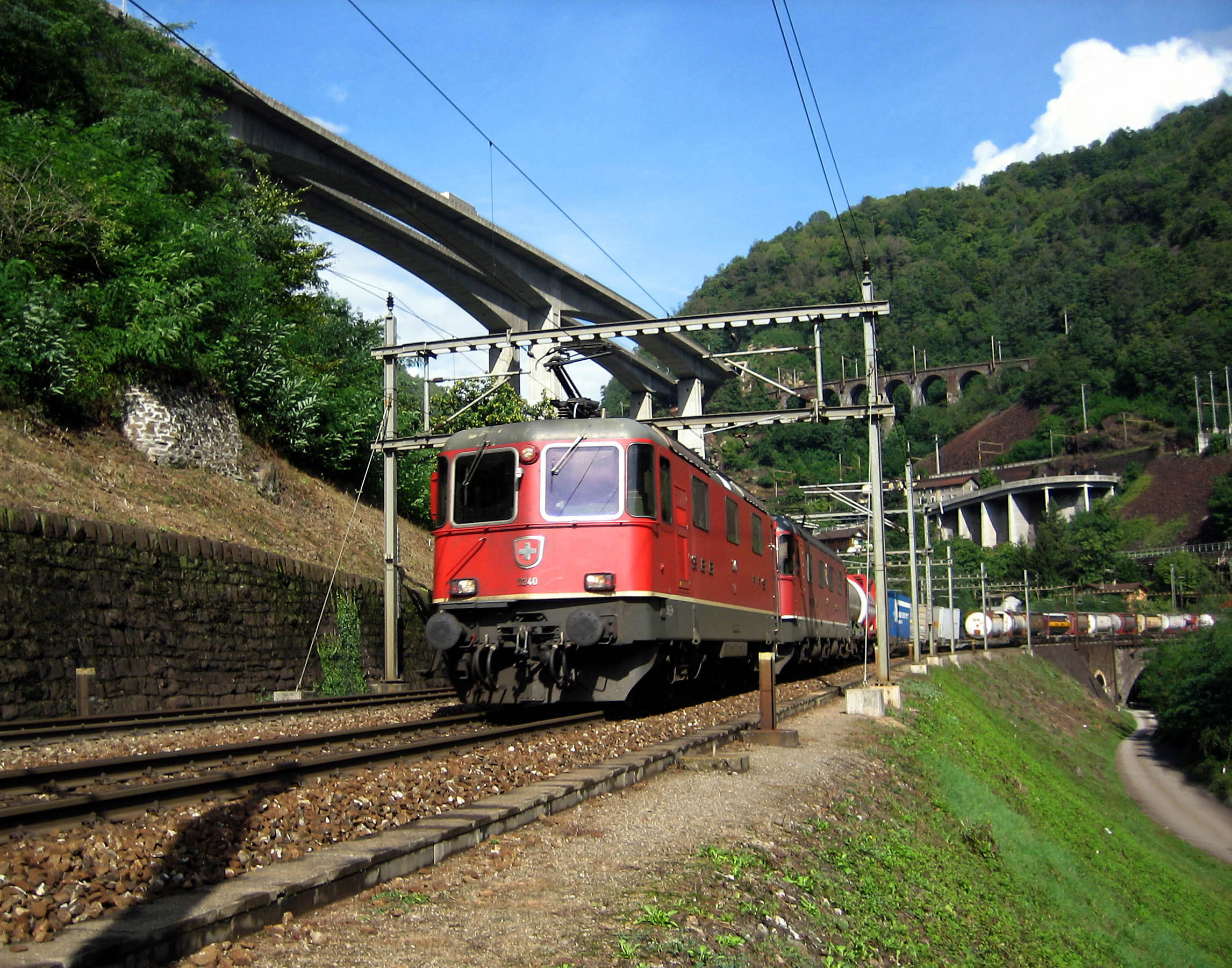
Le gallerie elicoidali della Biaschina

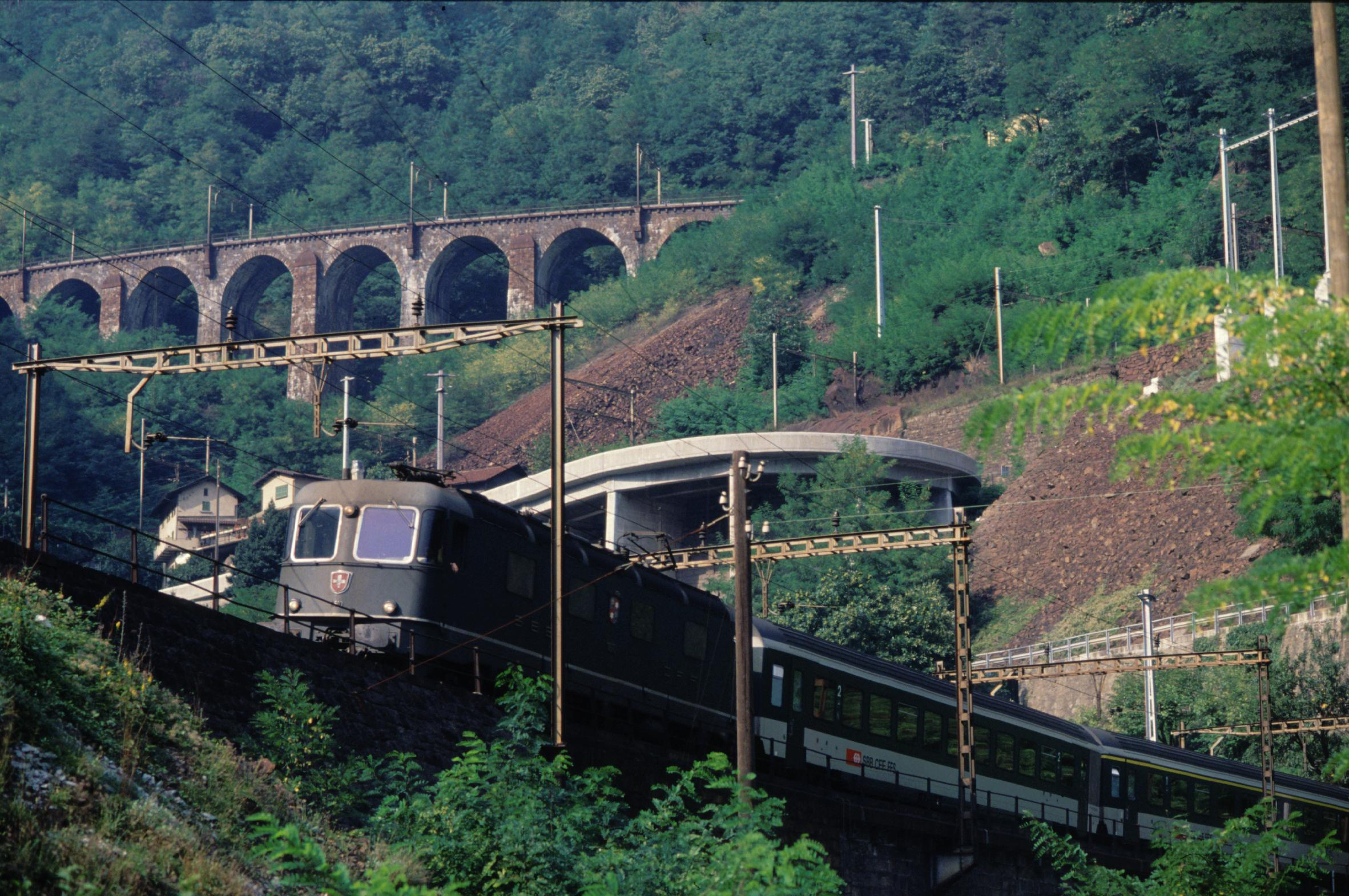
Re 6/6 sugli anelli di Biaschina

Sul piazzale della stazione di Airolo che si trova alla quota di 1142 metri, un monumento del 1932 ricorda le immani fatiche dei lavoratori impegnati nella costruzione del traforo ferroviario del Gottardo, di cui 177 morirono durante i lavori di scavo.
Dopo essere usciti dalla stazione di Airolo, in direzione est nell'Alta valle del Ticino, la linea discende da Airolo verso valle e superata la breve galleria di Dragonata, il percorso attraversa un ponte e una galleria nella stretta gola di Stalvedro; insieme all'A2 e alla Gotthardstrasse, scende attraverso la Valle Leventina sul versante meridionale, raggiungendo lo slargo della valle in località Piotta, da dove il percorso si snoda lungo il fondovalle. A Piotta è possibile effettuare l'interscambio con la funicolare che porta al lago Ritom, la funicolare più ripida del mondo con una pendenza massima dell'87,8%, che sale al bacino artificiale del Ritom delle FFS. Prima di Rodi-Fiesso (942 m s.l.m.) è stata scelta nuovamente una via di versante meridionale, con all'inizio il tratto più suggestivo della rampa sud. La valle si restringe alla Gola del Piottino, con il gradino della valle che presenta un dislivello di circa 150 m tra Alta e Bassa Leventina; superato un ponte, la linea ferroviaria si ritrova sul versante destro della valle prima del restringimento e transita attraverso i corti tunnel di Dazio e Artoito, il primo dei quali si trova a poche decine di metri dall'edificio del Dazio Grande, storica stazione di cambio cavalli sulla via del Gottardo.
La linea scende attraverso due spirali denominate "anelli di Piottino" superando il dislivello della gola e, dopo aver inizialmente attraversato il Ticino subito accanto alla strada all'inizio della gola sinistra (nord) della valle a Freggio, attraversa la galleria elicoidale di Freggio, 1568 metri e 270 gradi di curva, che consente di scendere ulteriormente di quota; prosegue attraversando nuovamente il fiume con un breve ponte a strapiombo sul Monte Piottino, incrocia la vecchia strada cantonale e, superate le brevi gallerie di Monte Piottino di Pardorea, entra nella galleria elicoidale di Prato, lunga 1567 metri, che compie un giro di 270 gradi; superata la galleria di Polmengo, raggiunge la stazione di Faido, che si trova 200 metri più in basso rispetto a Rodi-Fiesso.
Il Ticino viene nuovamente attraversato per mezzo del Ponte Polmengo, sempre su un pendio del versante orientale della valle. Ai piedi del pendio la linea prosegue in discesa fino al fondovalle lungo la sponda sinistra. Dopo Lavorgo (615 m s.l.m.) il percorso supera le gole della Biaschina nuovamente attraverso due gallerie elicoidali, note come "anelli di Biaschina", su un gradino di valle: la galleria elicoidale di Pianotondo, che si trova oltre sopra le ripide pendici orientali della gola della Biaschina e a nord-ovest attraverso la successiva galleria elicoidale di Travi nel massiccio del Pizzo Erra.
La linea ferroviaria prosegue sempre sulle falde occidentali del monte, a causa del ripetuto straripamento del fiume alla base della doppia ansa, nota come "Anse della Biaschina" e arriva a soli 391 m s.l.m. a Giornico dove la valle del Ticino si allarga. Il percorso, dopo aver nuovamente superato il Ticino a sud di Giornico, dove si trova la sottostazione elettrica nella quale la corrente ad alta tensione proveniente dalla centrale idroelettrica del Ritom viene abbassata a 15000 Volt ed immessa sulla linea aerea, prosegue poi per Bodio, la cui stazione è raccordata con l'area della ex acciaieria Monteforno, industria siderurgica che produceva acciai speciali e con il cantiere per la realizzazione della galleria di base del Gottardo, il cui portale sud si trova poco dopo la stazione, raccordandosi con una variante al tracciato da Bodio, che dal 2013 ha sostituito il vecchio tracciato che passava per la stazione di Pollegio; passando fuori dal centro abitato di Pollegio raggiunge la stazione di Biasca (293 m s.l.m.) sulla parte orientale della valle, collegata alla variante del tracciato e alla galleria di base del Gottardo.
Trovandosi Biasca alla confluenza della Valle Leventina con la Valle di Blenio, controllava due importantissimi passi tra il canton Ticino e la Svizzera settentrionale: il San Gottardo e il Lucomagno. In virtù dello spazio disponibile nel fondovalle, Biasca fu scelta per ospitare un importante deposito locomotive, dove se necessario, venivano attaccate locomotive aggiuntive ai treni, specialmente ai treni merci pesanti.
La stazione ed il deposito si trovano sul versante sinistro della vallata, sotto l'imponente e ripidissimo costone di roccia granitica che incombe sul centro abitato.

#### La variante di Pollegio e il passante ferroviario di Biasca
La variante di Pollegio, attivata nel luglio 2013, fa parte delle opere del progetto AlpTransit sull'asse del San Gottardo; la modifica del tracciato, che coinvolge la vecchia ferrovia del Gottardo, nel tratto tra Bodio e Biasca collega la stazione di Biasca alla nuova linea del Gottardo. Nel punto in cui la linea della galleria di base del Gottardo confluisce nella variante, si dirama il proseguimento della linea della galleria di base del Gottardo nella linea ad alta velocità del passante ferroviario di Biasca, che si connette alla vecchia linea poco prima della stazione di Osogna-Cresciano. Con la fase 2 del progetto AlpTransit sull'asse del San Gottardo la linea sottopasserà la vecchia linea del Gottardo e dopo avere attraversato la galleria Riviera sotto l'omonima località tra Osogna e Claro, che secondo il progetto sarà lunga 6 chilometri, sottopasserà nuovamente la vecchia linea e si collegherà al passante ferroviario di Bellinzona con un lungo tratto in galleria che si collegherà alla galleria di base del Monte Ceneri.

### Tratta Biasca-Chiasso
Da Biasca, la ferrovia del Gottardo corre lungo il Ticino, ai piedi del versante orientale, aggirando conoidi alluvionali nei pressi di Claro e Molinazzo fino a Bellinzona (241 m s.l.m.), capoluogo del Canton Ticino.

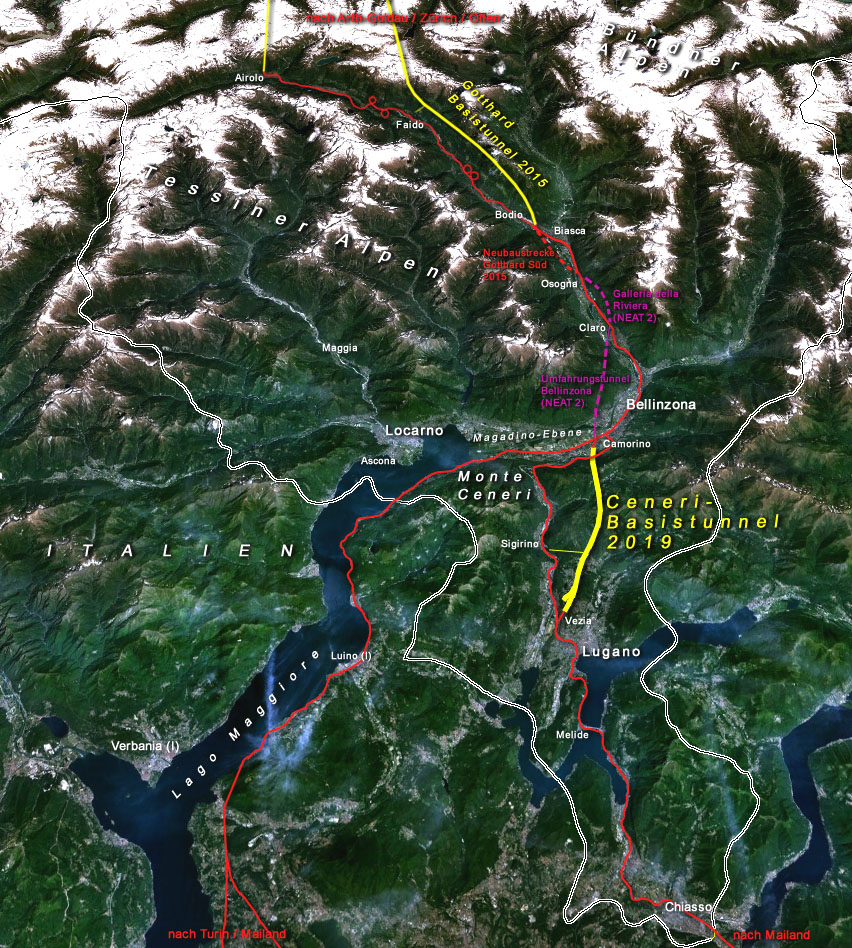
Il percorso della galleria di base del Monte Ceneri; in rosso i tratti in superficie, in giallo i tratti in galleria, tratteggiati viola i tratti in progetto

Dalla stazione di Bellinzona in poi il percorso si snoda in linea retta sul fondovalle del piano di Magadino.
Alla successiva stazione di Giubiasco, si diramano le linee per la galleria di base del Monte Ceneri e, lungo il fondovalle, la linea che porta a Locarno, da dove inizia a Cadenazzo la linea per Luino in Italia. Subito dopo il bivio per il percorso da Bellinzona a Chiasso, si snoda sul fianco meridionale della valle fin sotto il valico del Monte Ceneri, dividendosi poi in due tronconi e passando attraverso il Monte Ceneri in due diversi tunnel; da qui offre una vista sulle Alpi ticinesi e sul Lago Maggiore. Il Ceneri è attraversato da due gallerie parallele a corsia unica, i cui imbocchi meridionali sono nei pressi della stazione di Rivera-Bironico, a 472 metri d'altezza, il punto più alto dell'intero collegamento ferroviario del Sottoceneri; superato lo spartiacque del bacino idrografico del Tresa, il percorso riconduce al fondovalle orientale della Valle del Vedeggio scendendo fino a Cadempino, dove inizia la salita sul crinale che collega la Valle del Vedeggio da Lugano (335 m sul livello del mare) alla valle del Cassarate. Superata la stazione di Lamone-Cadempino, la linea si ricongiunge alla linea proveniente dalla galleria di base del Monte Ceneri e, dopo avere scavalcato Massagno nell'omonima galleria, la linea raggiunge la stazione ferroviaria di Lugano, situata circa 80 metri sopra il versante occidentale del Lago di Lugano, incrociando la linea per Ponte Tresa.

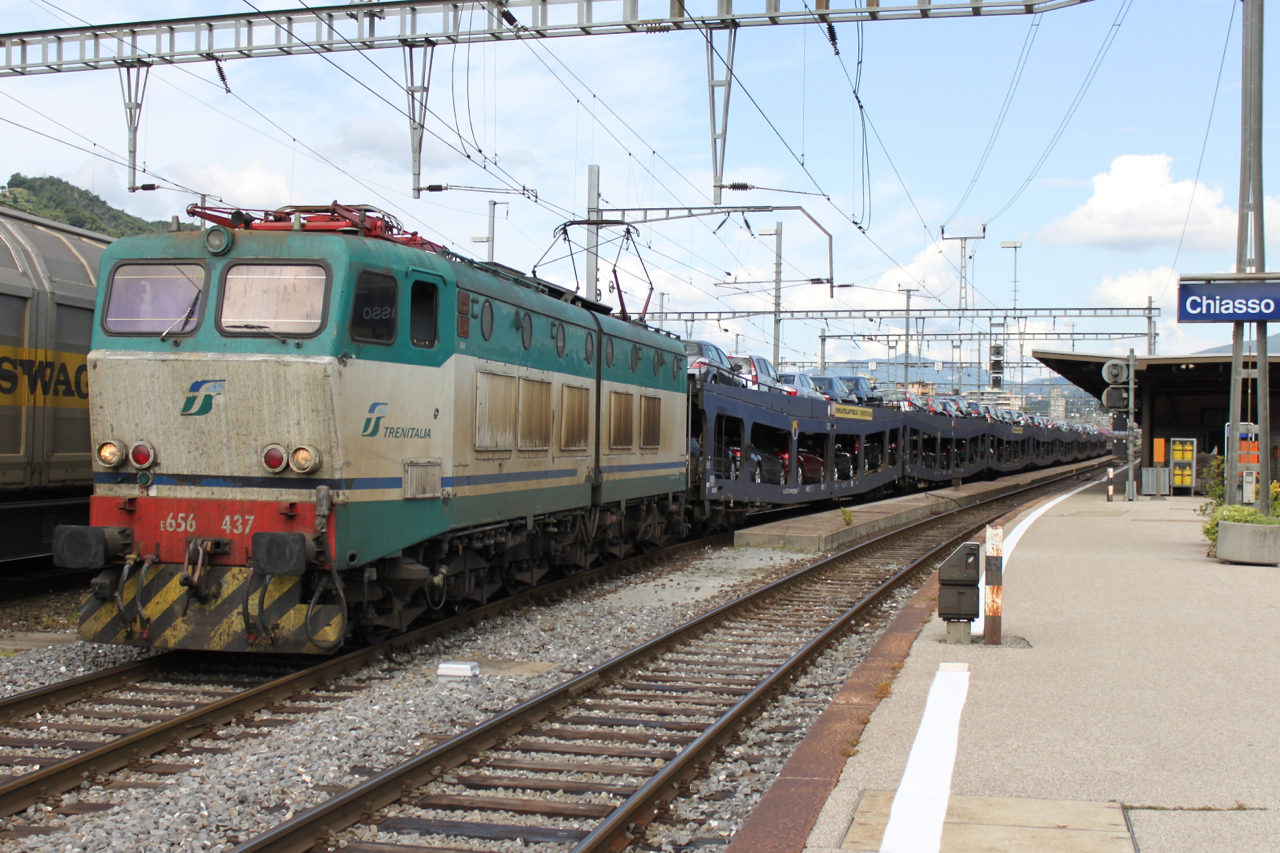
Treno merci al traino di una E656 delle FS alla stazione di Chiasso

Dopo la stazione di Lugano e la successiva stazione di Lugano-Paradiso, da cui parte la Funicolare Monte San Salvatore, il percorso corre lungo la sponda occidentale del Lago di Lugano sotto il Monte San Salvatore fino a Melide, nota per la Swissminiatur, un modello a cielo aperto in scala 1:25, delle più importanti attrazioni della Svizzera. Superata la stazione di Melide la linea taglia a metà il Lago di Lugano tramite il ponte-diga, una struttura lunga 817 metri che ospita la sede ferroviaria, l'autostrada A2 e la strada cantonale; a questo punto la linea cambia il lato del lago passando alla sponda orientale fino a Capolago. Subito dopo la stazione di Capolago-Riva San Vitale, la linea sottopassa la linea a cremagliera a scartamento ridotto per il Monte Generoso e dopo aver passato la stazione di Mendrisio San Martino, aperta all'utenza dal 15 dicembre 2013, raggiunge Mendrisio, dal 2018 stazione di interscambio con la linea internazionale per Stabio e Varese e la diramazione da Stabio della ferrovia turistica della Valmorea per Malnate Olona, operata nel territorio italiano da FNM. Dopo la stazione di Mendrisio, la linea attraversa la pianura del Laveggio, dirigendosi a sud-est attraverso il crinale fino alla Val Breggia vicino a Balerna e dopo oltre 200 chilometri raggiunge Chiasso (237 m s.l.m.) al confine con l'Italia, punto finale della ferrovia del Gottardo con l'estesa stazione di confine, sede della dogana italo-svizzera e grande raccordo ferroviario internazionale. In quanto stazione internazionale, sulla base degli accordi fra Italia e Svizzera, qui avviene il cambio della tensione di alimentazione, dalla corrente continua a 3000 volt, presente sulla rete ferroviaria italiana, a quella da 15000 V in corrente alternata con frequenza di 16⅔ Hertz utilizzata dalle ferrovie svizzere. I treni transfrontalieri non equipaggiati di mezzi di trazione politensione sostituiscono qui i locomotori.

## Traffico
L'intera linea ferroviaria accoglie un consistente traffico nazionale e internazionale, sia passeggeri che merci. La ferrovia è percorsa da numerosi treni merci che collegano l'Italia e il sud della Svizzera con la Germania e il Nord Europa. Con l'apertura nel 2001 del traffico ferroviario lungo la linea anche a compagnie differenti dalle FFS, i collegamenti con diverse località continentali divennero più frequenti.
La tratta sud tra Chiasso e Bellinzona è servita dai collegamenti ferroviari della linea S10 della rete celere del Canton Ticino. I treni della linea S10 sono a cadenza semioraria (due all'ora), uno dei quali viene prolungato fino a Biasca.

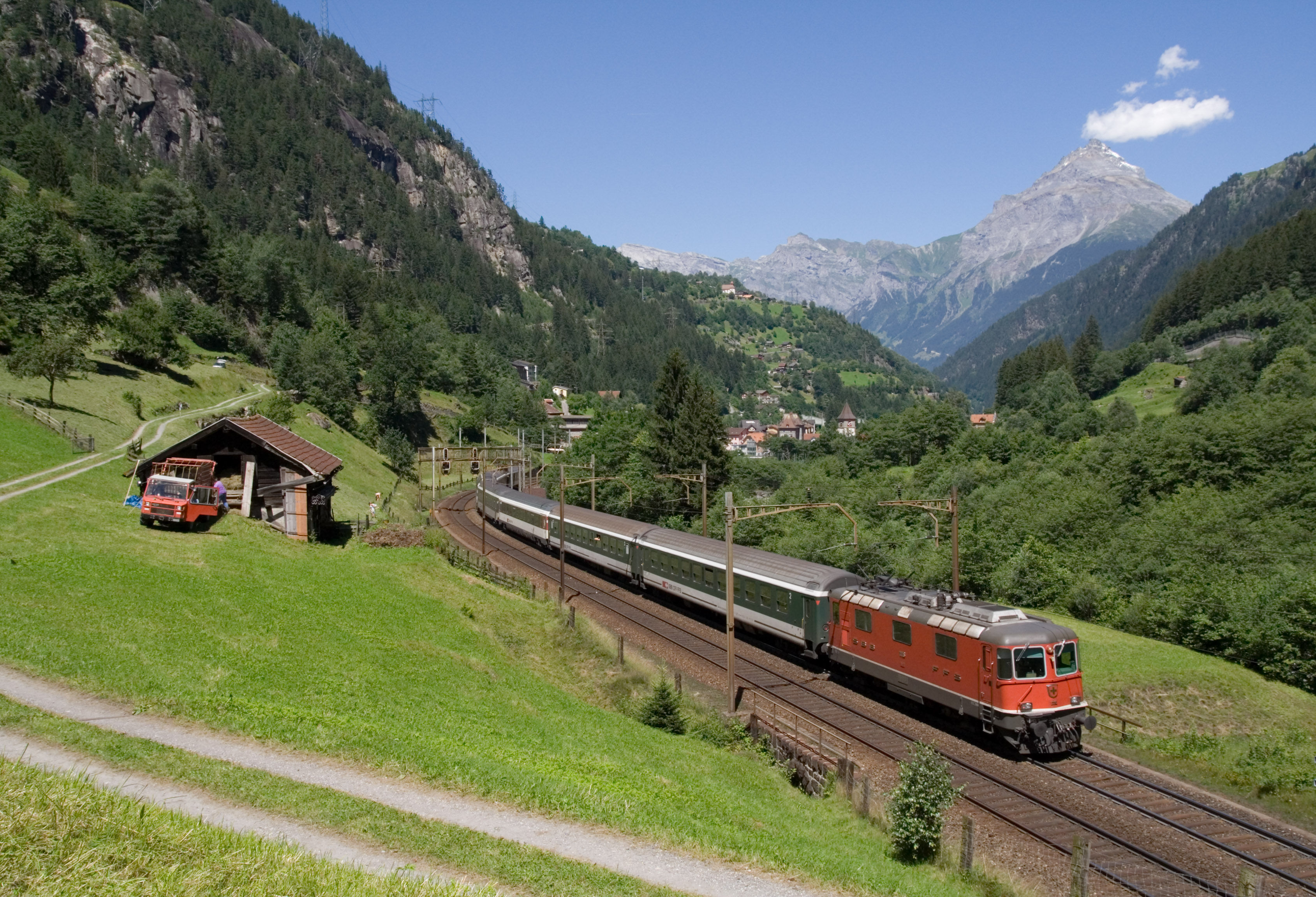
InterRegio in transito nei pressi di Gurtnellen

Lungo la rampa sud il traffico locale è scarso, al punto che molte stazioni sono state dismesse o sono comunque attualmente inutilizzate. La tratta è però servita ogni ora dai treni interregionali che, partendo da Locarno, fermano a Cadenazzo, Bellinzona, Biasca, Faido, Airolo, per poi continuare a nord delle Alpi verso Basilea o Zurigo. La ferrovia a sud del San Gottardo è servita anche da treni interregionali la sera che, esclusivamente in direzione sud, invece di andare a Locarno si dirigono a Chiasso, mantenendo comunque le stesse fermate a nord di Bellinzona. Alcuni altri treni fuori cadenzamento completano l'offerta. Per i collegamenti tra l'Italia, Zurigo e Basilea, vengono impiegati treni a cassa oscillante come l'ETR 610 o il RABDe 500.

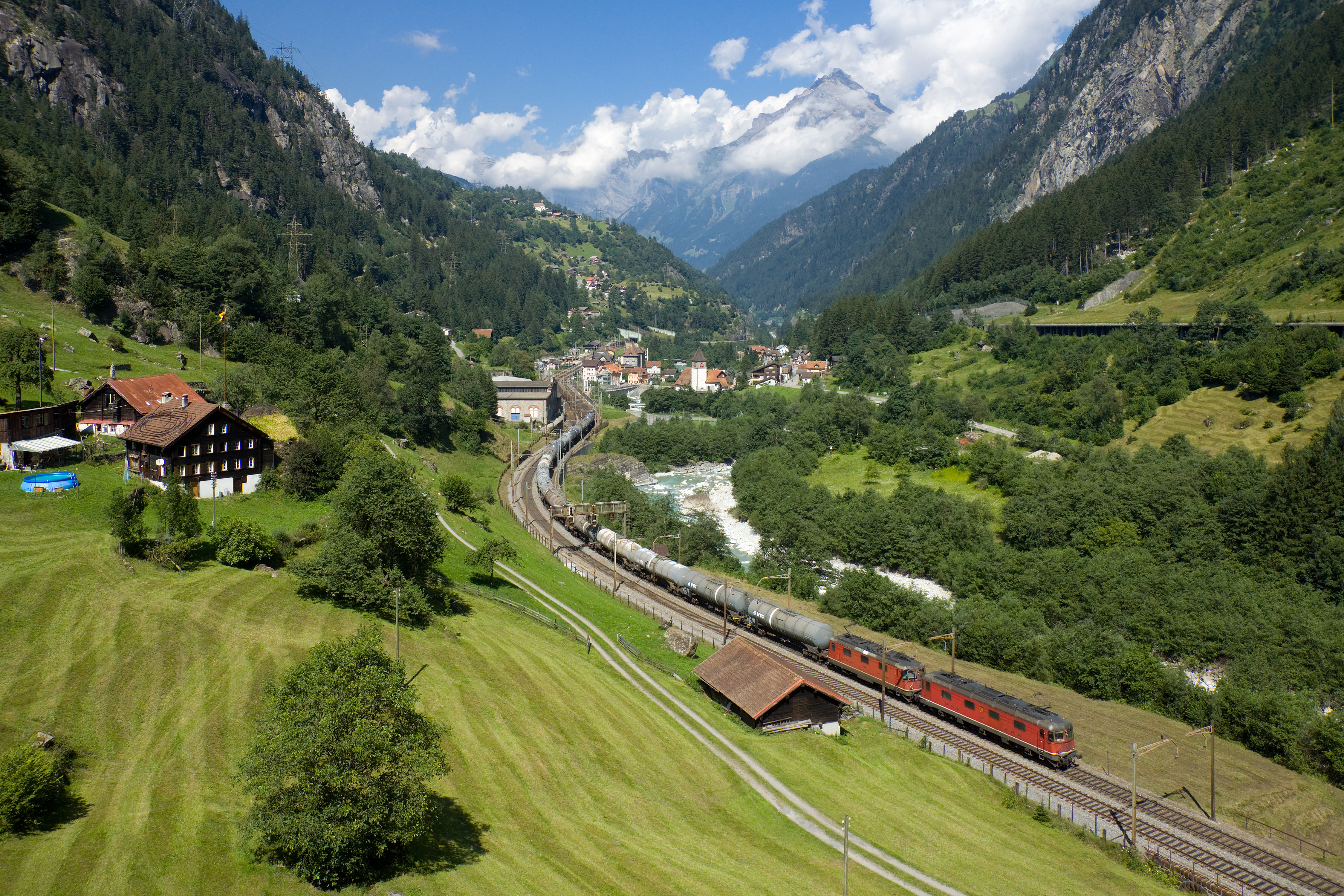
Merci in transito nei pressi di Gurtnellen

La tratta nord tra Immensee e Brunnen è percorsa dalla linea S3 della rete celere di Lucerna, mentre la tratta tra Arth-Goldau ed Erstfeld è utilizzata dalla S2 della ferrovia urbana di Zugo.
Il percorso ha una sagoma limite che rende impossibile l'utilizzo dei treni a due piani e anche un profilo troppo piccolo per trasportare camion con un'altezza d'angolo di quattro metri, soluzioni comuni odierne per il trasporto combinato. Per poter trasportare su ferrovia semirimorchi alti 4 metri e larghi 2,6 tra Basilea e Chiasso o Luino, non basta ampliare le gallerie, ma bisogna adeguare anche le rampe d'accesso, i ponti e le pensiline. Per aggirare questo ostacolo, in attesa che venga completato il corridoio di quattro metri, possono essere adottate soluzioni come l'adozione di materiale rotabile speciale e più complesse come i carri tipo Modalohr, prodotti dall'azienda francese Lohr Industrie, che hanno il piano ribassato girevole per consentire il caricamento e lo scaricamento simultaneo di tutto il convoglio e possono essere caricati sia con i camion completi (motrice e rimorchio sganciati), che con i soli rimorchi.

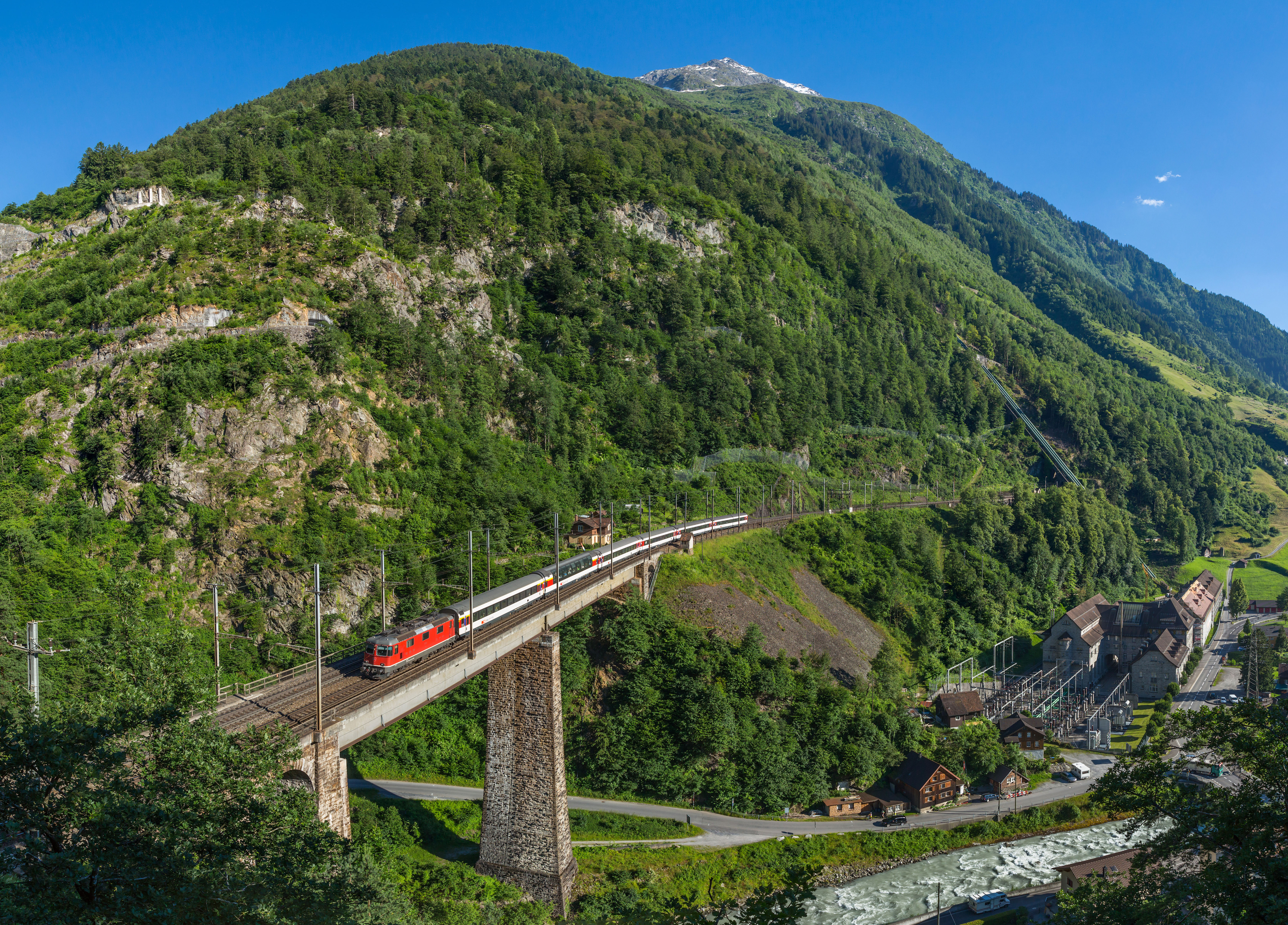
Intercity in transito sul Chärstelenbachbrücke

Fino alla fine degli anni novanta, la ferrovia del San Gottardo era di grande importanza nel traffico ferroviario internazionale a lunga percorrenza. Treni diretti e pullman diretti dalla Scandinavia, dal Benelux, dalla Francia e varie parti della Germania percorrevano la ferrovia del Gottardo verso varie destinazioni dell'Italia settentrionale o centrale, del Mare Adriatico e della Riviera ligure, come il Riviera Express e l'Italia Express.
Nel dopoguerra la linea assunse particolare importanza a causa del forte aumento dei traffici dal nord e dall'ovest dell'Europa verso i centri turistici dell'Italia. Con il forte aumento del traffico dei lavoratori ospiti, sono stati aggiunti servizi ferroviari speciali tra l'Italia e l'Europa settentrionale e occidentale e la Svizzera.
Oltre ai treni notturni internazionali, erano particolarmente apprezzati i treni TEE (Trans Europ Express) con solo carrozze di prima classe, utilizzati sulla tratta del San Gottardo dal 1961. Il TEE "Gottardo" era un Trans-Europ-Express (TEE) per il quale venivano utilizzate le unità multiple quadricorrente RAe TEE II. I successori dei treni TEE furono i treni Eurocity (EC) con carrozza di prima e seconda classe. L'ultimo collegamento ferroviario a lunga percorrenza è stato il treno notturno CityNightLine da Amsterdam a Milano, interrotto nel dicembre 2009 a causa degli elevati costi operativi sulla parte italiana della tratta.

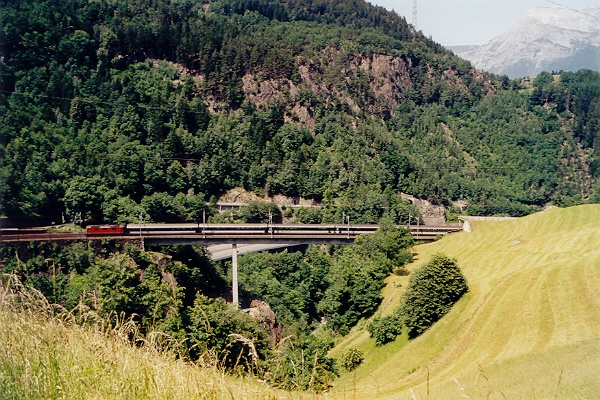
Intercity in transito sull'Intschireussbrücke

Fino all'apertura programmata della Galleria di base del San Gottardo nel dicembre 2016 esistevano collegamenti orari InterRegio Basilea-Lucerna/Zurigo-Locarno. Sulla tratta Basilea–Lucerna/Zurigo–Lugano(–Milano Centrale) circolavano ogni ora anche treni ad assetto variabile. Alla fine del 2015, i treni ad assetto variabile ETR 470, a causa dei numerosi inconvenienti accusati, sono stati completamente sostituiti dagli ETR 610. Con l'apertura della galleria di base i collegamenti InterRegio hanno ridotto la percorrenza e limitati a Erstfeld; la gestione del percorso di montagna è stata rilevata dal traffico regionale. Da allora i treni espressi InterCity ed EuroCity attraversano la galleria di base. Oltre al servizio orario integrale, vengono talvolta offerti treni intercity aggiuntivi Zurigo-Lugano per condensare l'offerta a intervalli di mezz'ora. Da dicembre 2020 le linee Interregionali 26 e 46 circolano nuovamente sulla linea di montagna per Locarno. Sono gestiti dalla Südwestbahn (SOB) e sono noti come Treno Gottardo.
Dal 2019, le FFS utilizzano principalmente gli elettrotreni Giruno sui treni Intercity ed Eurocity attraverso la galleria di base. A differenza dell'ETR 470 e dell'ETR 610, questi non dispongono della tecnologia ad assetto variabile, che non è più necessaria a causa delle gallerie di base del San Gottardo e del Ceneri. Con gli ICN (Intercity-Neigezug) sono gestiti anche i singoli servizi nazionali; anche i treni a due piani Twindexx vengono utilizzati su collegamenti a lunga percorrenza. I collegamenti Interregionali Treno Gottardo sono gestiti da Stadler Flirt in versione a lunga percorrenza, che la SOB chiama Traverso.
Nella parte settentrionale, il percorso è utilizzato dalle linee della S-Bahn S2 e S3 della Zug Stadtbahn e della S-Bahn di Lucerna. La S2 (Baar Lindenpark-Erstfeld) va fino ad Arth-Goldau, la S3 (Lucerna-Brunnen) da Immensee sulla ferrovia del San Gottardo. La S2 funziona esclusivamente con unità multiple Stadler Flirt, la S3 con treni Flirt o NPZ Domino.
A partire dall'orario 2011 i treni TILO (S-Bahn Ticino) sono stati prolungati da Castione-Arbedo ad Airolo. Con questi ampliamenti le stazioni di Ambrì-Piotta, Lavorgo e Bodio saranno nuovamente servite da servizi ferroviari di linea. Con l'apertura della galleria di base alla fine del 2016 e la limitazione delle corse dei treni InterRegio fino a Erstfeld, il divario risultante verrà colmato con un nuovo collegamento tra Erstfeld e Bellinzona, in parte fino a Milano Centrale. TILO gestisce anche più unità Stadler Flirt sulla linea chiamata RegioExpress 10 (RE10). I collegamenti RegioExpress sono stati nuovamente sostituiti dai collegamenti Interregio nel dicembre 2020.
La ferrovia del Gottardo funge da asse principale per il traffico merci attraverso la Svizzera (traffico di transito) sia nel suo vecchio tracciato che nella nuova linea attraverso le gallerie di base del Gottardo e del Ceneri. I treni merci raggiungono Immensee principalmente attraverso l'Aargauische Südbahn, la bassa valle dell'Aare e la valle del Frick fino agli scali di smistamento di Muttenz e Weil am Rhein.
FFS Cargo utilizza principalmente una Re 4/4 II (Re 420) e una Re 6/6 (Re 620) nel controllo multiplo per i treni merci, denominato Re 10/10. Questa combinazione viene sempre più sostituita dalla doppia trazione di Siemens Vectron. Spesso si trovano anche treni merci con locomotive Bombardier TRAXX. Oltre alle locomotive delle serie 482, 485 e 185, utilizzabili solo in Germania e Svizzera, ci sono anche le locomotive a quadricorrente delle serie 486 e 186; le locomotive bicorrenti 484 erano raramente presenti sul Gottardo, poiché erano poste solo al traino dei treni merci a sud delle Alpi.
La trazione quadrupla può essere osservata anche in direzione nord, ma ciò non è necessario a causa del peso del treno, ma serve piuttosto a riportare le locomotive superflue da sud a nord senza utilizzare ulteriori percorsi o macchinisti.
Alla fine degli anni novanta, alcune locomotive Re 460 furono dotate del radiocomando Locotrol Harris della General Electric e designate come Ref 460. Tra il 1998 e il 2000 circolavano treni radiocomandati tra Basilea e Chiasso, con la locomotiva telecomandata dalla parte di coda del treno. L'operazione non è proseguita per vari motivi, perché la locomotiva a spinta era di solito necessaria solo alla rampa del Gottardo e alla rampa del Ceneri e principalmente solo in direzione nord-sud. Inoltre, il funzionamento aggiuntivo del veicolo a spinta rappresentava un onere aggiuntivo per il conducente. Poiché dal 2004 tutte le Re 460 erano necessarie per il traino dei treni passeggeri veloci dell'Altopiano, il progetto è decaduto e i treni merci con due locomotive Re 460 in comando multiplo non sono quindi più reperibili.